# امبرائر ئی‌ام‌بی ۳۱۲ توکانو
امبرائر ئی‌ام‌بی ۳۱۲ توکانو (پرتغالی: Embraer EMB-312 Tucano)(به معنی توکان), یک هواپیمای آموزشی و ضد شورش، با بال پایین، با کابین‌های خلبان پشت سر هم، با یک موتور توربوپراپ است، که توسط امبرائر در برزیل توسعه یافته و تولید شده است. نیروی هوایی برزیل در پایان سال ۱۹۷۸ حامی مالی پروژه ئی‌ام‌بی ۳۱۲ شد. کار طراحی و توسعه در سال ۱۹۷۹ بر روی یک هواپیمای آموزشی پایه کم هزینه، جدید، نسبتاً ساده و با ویژگی‌های نوآورانه آغاز شد که در نهایت به استانداردی بین‌المللی برای هواپیماهای آموزشی پایه تبدیل شد. نمونه اولیه نخستین بار در سال ۱۹۸۰ به پرواز درآمده و اولین هواپیماهای تولیدی در سال ۱۹۸۳ تحویل داده شدند.نیروی هوافضای سپاه پاسداران انقلاب اسلامی ایران از استفاده کنندگان این هوانورد است. 
تولید توکانو در ابتدا با یک سفارش داخلی برای ۱۱۸ فروند، با گزینه ای برای ۵۰ فروند اضافی در اکتبر ۱۹۸۰ آغازشد.
تولید این هواپیما با اعطای مجوز تولید تحت امتیاز به نیروی هوایی مصر در سال ۱۹۹۳ و و متعاقباً گونه ای به نام شورت توکانو که ایذاً تحت امتیاز در بریتانیا تولید شد، ادامه یافت.
توکانو به عرصه هواپیماهای آموزشی نظامی راه یافته و به یکی از اولین موفقیت‌های امبرائر در بازاریابی بین‌المللی تبدیل شد. در مجموع ۶۶۴ فروند (۵۰۲ فروند توسط امبرائر و ۱۶۰ فروند توسط شورت برادرز) تولید شد و توکانو در ۱۶ نیروی هوایی بر فراز پنج قاره به پرواز درآمد.

## توسعه

### خاستگاه
دیکتاتوری نظامی برزیل، صنعت هوایی را به عنوان یک تجهیز راهبردی در نظر گرفت و بنابراین در تلاش برای کاهش وابستگی به شرکت‌های خارجی، شرکت دولتی امبرائر را در سال ۱۹۶۰ تأسیس نمود.
برای آشنایی این شرکت با طراحی هواپیماهای نطامی، در سال ۱۹۷۰مجوز تولید تحت امتیاز برای مونتاژ هواپیمای ایتالیایی ام بی.۳۲۶ کسب شد، و در سال ۱۹۷۳، هواپیمای مسافری منطقه ای امبرائر ئی‌ام‌بی ۱۱۰ باندیرانته با پیشرانه دو موتور پرت اند ویتنی کانادا پی‌تی۶ای به مرحله تولید رسید.
پس از آنکه در طی دهه ۱۹۵۰، در برنامه آموزشی خلبانان استفاده کامل از هواپیماهای آموزشی با پیشرانه جت آزمایش شد، در سالهای ۱۹۶۰ و ۱۹۷۰ از انواع هواپیماهای با پیشرانه ملخی برای آموزش خلبانی مورد استفاده قرار گرفتند. در دهه ۱۹۷۰، قیمت نفت افزایش شدیدی داشته و بهای هر بشکه نفت خام از ۳ دلار در سال ۱۹۷۳ به ۳۶ دلار در سال ۱۹۸۰ رسید.
در زمان کاهش تورم در اقتصاد برزیل، هواپیمای آموزشی مورد استفاده در نیروی هوایی برزیل، هواپیماهای آموزشی سسنا تی-۳۷ سی بود که در دهه ۱۹۵۰ طراحی شده و از پیشرانه جت جی-۶۹ استفاده می‌نمود. به دنبال بحران انرژی در سالهای ۱۹۷۰، هزینه عملیاتی این هواپیما بسیار گران شد. در سال ۱۹۷۷، نیروی هوایی برزیل تمایل خود برای جایگزینی هواپیمای آموزشی تی-۳۷ را ابراز نمود، و تصریح کرد که هواپیمای جایگزینی باید از نظر هزینه‌های عملیاتی ارزان بوده، با ویژه گی‌های نزدیک به هواپیماهای جت طراحی شده و باید مجهز به صندلی پران باشد.
در طی سالهای۱۹۷۰ نیروی هوایی برزیل بیش از ۱۰۰ فروند هواپیمای آموزشی پایه با پیشرانه موتور پیستونی از نوع نِیوا اونیورسال را در اختیار داشت. در سال ۱۹۷۵ برای تشویق به انجام پروژه بعدی با نام اونیورسال-۲، شرکت صنایع هوایی نِیوا (به پرتغالی: Indústria Aeronáutica Neiva)، نمونه اولیه هواپیمای جدیدی را به نام ان۶۲۱ای (وای تی-۲۵ ای) را با بدنه بزرگتر و چهار آویزگاه خارجی تسلیحات و پیشرانه قدرتمند تر لایکامینگ ای او-۷۲۰-ای ۱ به قدرت ۴۰۰ اسب بخار و با سه ملخ هارتزل را ارائه نمود. نمونه اولیه اصلاح شده این هواپیما با نام وای تی-۲۳ بی، با شش آویزگاه خارجی تسلیحات، در ۲۲ اکتبر ۱۹۷۸ به پرواز درآمد، اما از آنجایی که این نمونه کوچک و کم سرعت بود و دارای چینش صندلی خلبانان در کنار هم بود، نیازهای اعلام شده نیروی هوایی برزیل را برآورده نمی‌نمود. دو سال بعد، این شرکت توسط امبرائر خریداری شد. در سال ۱۹۷۳ طراح شرکت نِیوا جوزف کواچ به امبرائر نقل مکان کرد، وی تعدادی از مطالعات شرکت قبلی بر پایه هواپیمای بر نِیوا اونیورسال، از جمله طرحی برای بهینه‌سازی به نام کاراژا (به پرتغالی: Carajá) با صندلی پشت سر هم، و پیشرانه توربوپراپ را با خود به شرکت جدید برد.

### پاسخگویی به الزامات
در اوایل سال ۱۹۷۷، امبرائر دو پیشنهاد را برای نیاز به هواپیمای آموزشی مورد نیاز نیروی هوایی برزیل ارائه نمود: هواپیمای آموزش پایه ئی‌ام‌بی ۳۰۱ بر پایه نِیوا اونیورسال و با پیشرانه لایکامینگ تی ای او-۵۴۱ و هواپیمای ضدشورش ئی‌ام‌بی ۳۱۱ بر اساس طرح کاراژا با پیشرانه توربوپراپ پی‌تی۶ای. هیچ‌یک از پیشنهادهای مذکور برای نیروی هوایی قابل قبول نبودند، اما به ئی‌ام‌بی ۳۱۱ در صورت احراز کارایی بالاتر، ابراز علاقه شد. بعداً در همان سال، وزارت هوانوردی برزیل(به پرتغالی: Ministério da Aeronáutica) الزامات جدیدی را منتشر نمود. بنابراین، در ژانویه ۱۹۷۸، تیم طراحی امبرائر، که توسط گیدو فونتگالانته پسوچی (به پرتغالی: Guido Fontegalante Pessotti) رهبری می‌شد و جوزف کواچ نیز در آن تیم مذکور حضور داشت، شروع به طراحی مجدد ئی‌ام‌بی ۳۱۱ نموده که منجر به خلق طرح جدید ی‌ام‌بی ۳۱۲ گردید.
در ۶ دسامبر ۱۹۷۸، قراردادی برای تولید دو نمونه اولیه و دو بدنه هواپیما برای انجام آزمایش‌های خستگی رسماً به امبرائر ابلاغ گردید.در فوریه ۱۹۷۹ مشخصات نهایی طرح به تصویب رسید،
و تفاوت‌های اصلی این طرح با ئی‌ام‌بی ۳۱۱ عبارت بودند از موتور قوی‌تر پی‌تی۶سی، کابین خلبان عقب برآمده و اضافه کردن  صندلی‌های پَران بود.در نهایت، مشخصات اولیه طرح دستخوش تغییرات عمده ای شد، از جمله بدنه کوچکتر با دم صلیبی شکل عمودی به جای دم خمیده به عقب. کاناپی گنبدی شکل تر، سکان افقی کشیده تر شده، فاصله بیشتر بین چرخ دماغه و چرخ عقب، کاهش ریشه بال و افزایش ابعاد بازه بال، دُم افقی و ارابه فرود.در اواخر سال ۱۹۷۹، یک ماکت در مقیاس برابر با هواپیما دارای کابین خلبان برای ارزیابی نشانگرهای پرواز ساخته شد، و یک مدل تحقیقاتی کوچکتر با کنترل رادیویی برای ارزیابی ویژگی‌های پرواز آزاد، قبل از ساخت یک نمونه اولیه در مقیاس کامل طراحی شد.
در عرض ۲۱ ماه پس از امضای قرارداد، اولین نمونه اولیه در ۱۶ اوت ۱۹۸۰، که دارای شماره کد سریال نیروی هوایی برزیل (FAB) به شماره ۱۳۰۰ بود به پرواز درآمد. دومین نمونه اولیه در ۱۰ دسامبر ۱۹۸۰ پرواز کرد. هدف از آزمایش‌های این نمونه، دسترسی به سیستم‌های هواپیما برای کاهش هزینه‌های سربار تعمیر و نگهداری بود. در آگوست ۱۹۸۲، این نمونه اولیه در طی دچار سانحه شده و از بین رفت. زمانی که هواپیما از حداکثر سرعت شیرجه زنی (Vd) ۵۳۹ کیلومتر بر ساعت فراتر رفت، سکان هواپیما به صورت کامل باز شد که منجر به پارگی لبه حمله شده و به دنبال آن منجر به شیرجه ای با -۳۰ جی و نهایتاً باعت از هم پاشیدگی کامل بدنه هواپیما گردید. هم خلبان و هم کمک خلبان توانستند به سلامت از هواپیما شوند. لبه حمله دُم نمونه اولیه اصلاح شد و اشکالات فنی در سال ۱۹۸۳ برطرف شده، پس از آن به حداکثر سرعت شیرجه معادل با ۶۰۷٫۵ کیلومتر بر ساعت دست یافت.
سومین نمونه اولیه با نام وای تی-۲۷ که بیشتر نمونه ای اصلاح شده برمبنای از دو نمونه قبلی بود، کد ثبتی غیرنظامی PP-ZDK را دریافت نموده و در ۱۶ اوت ۱۹۸۲ به پرواز درآمد. ماه بعد، نمونه اولیه اولین نمایش بین‌المللی خود را در نمایشگاه هوایی فارن‌بورو انجام داده و تنها چند روز پس از اولین پرواز خود از فراز اقیانوس اطلس عبور کرد. این گونه توسط نیروی هوایی برزیل به عنوان تی-۲۷ برای اهداف آموزشی و ای تی-۲۷ برای حمله به اهداف زمینی در ماموریت‌های ضد شورش، نامگذاری شد. یک دانشجوی نیروی هوایی برزیل و با الهام از یکی از شناخته شده‌ترین پرندگان در جنگل‌های پرباران آمازون ،(توکان) نام «توکانو» را برای این هواپیما پیشنهاد نمود، و این نامگذاری در ۲۳ اکتبر ۱۹۸۱ به تصویب رسید.

### توسعه بیشتر

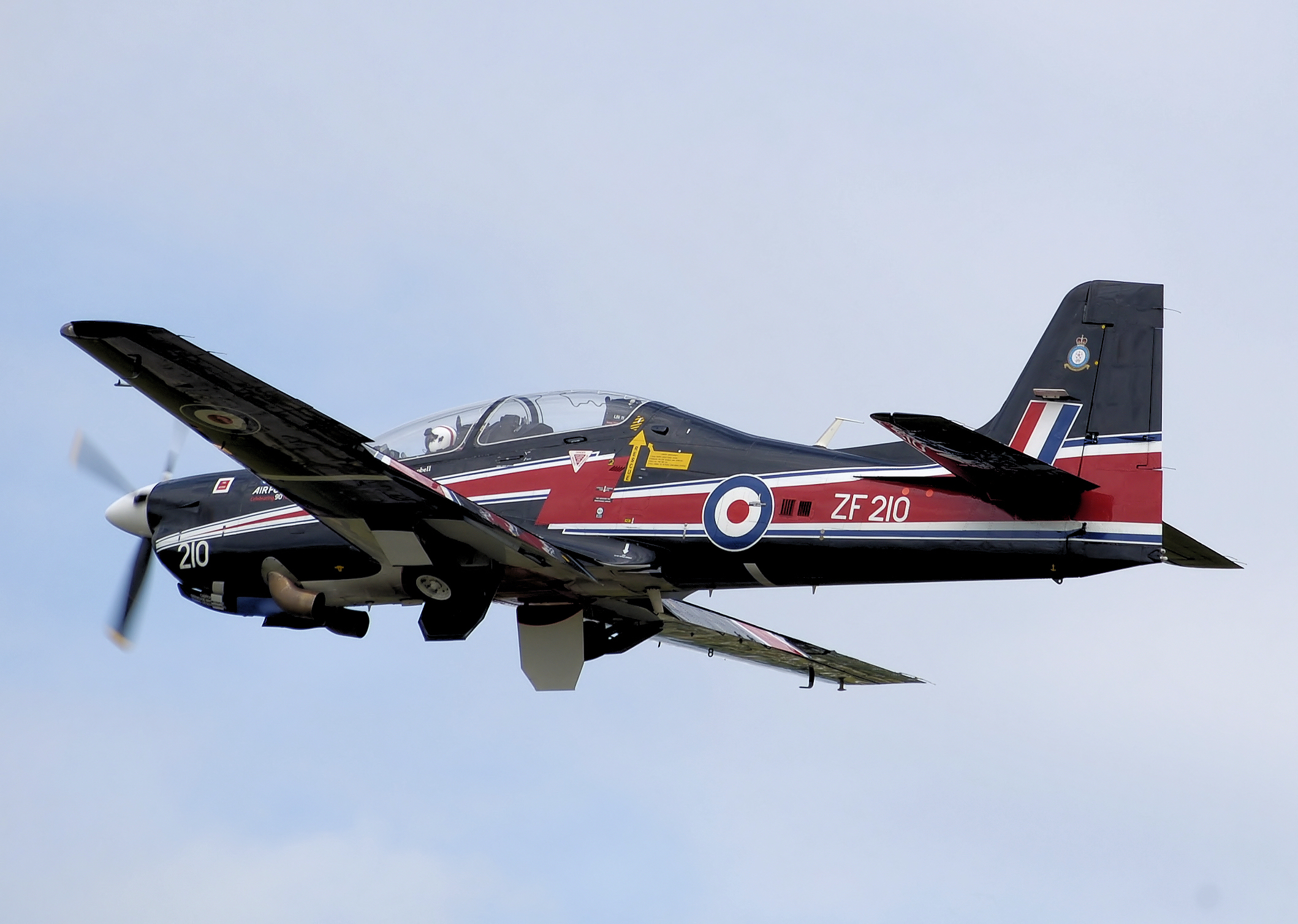
یک فروند شورت توکانو از ناوگان نیروی هوایی سلطنتی در حال پرواز

#### ئی‌ام‌بی ۳۱۲ اس
در ماه مه ۱۹۸۴ قراردادی بین امبرائر و شورت برادرز برای تولید گونه اصلاح شدهای از ئی‌ام‌بی ۳۱۲ به منظور برآورده کردن الزامات نیروی هوایی سلطنتی(RAF) برای یک هواپیمای آموزشی با کارایی بالا و پیشرانه توربو پروپ برای جایگزینی هواپیمای بی ای سی جت پرووست، توشیح شد. شورت برادرز مسئول مونتاژ نهایی و تولید تحت امتیاز ۶۰ درصد از قطعات هواپیما بود، اگرچه بالها، ارابه فرود و کاناپی در برزیل تولید می‌شد.
در مارس ۱۹۸۵، پس از رقابت با انواع دیگر، شورت توکانو با سفارشی به ارزش ۱۲۶ میلیون پوند استرلینگ برای ۱۳۰ فروند هواپیما و امکان افزایش سفارش برای ۱۵ فروند دیگر، برنده این رقابت اعلام شد.
علاوه بر تولید شورت توکانو برای نیروی هوایی سلطنتی(RAF)، این هواپیما به نیروی هوایی کنیا (۱۲ فروند توکانو ام کی. ۵۱) و نیروی هوایی کویت (۱۶ فروند توکانو ام کی. ۵۲) صادر شد.

#### ئی‌ام‌بی ۳۱۲ اچ

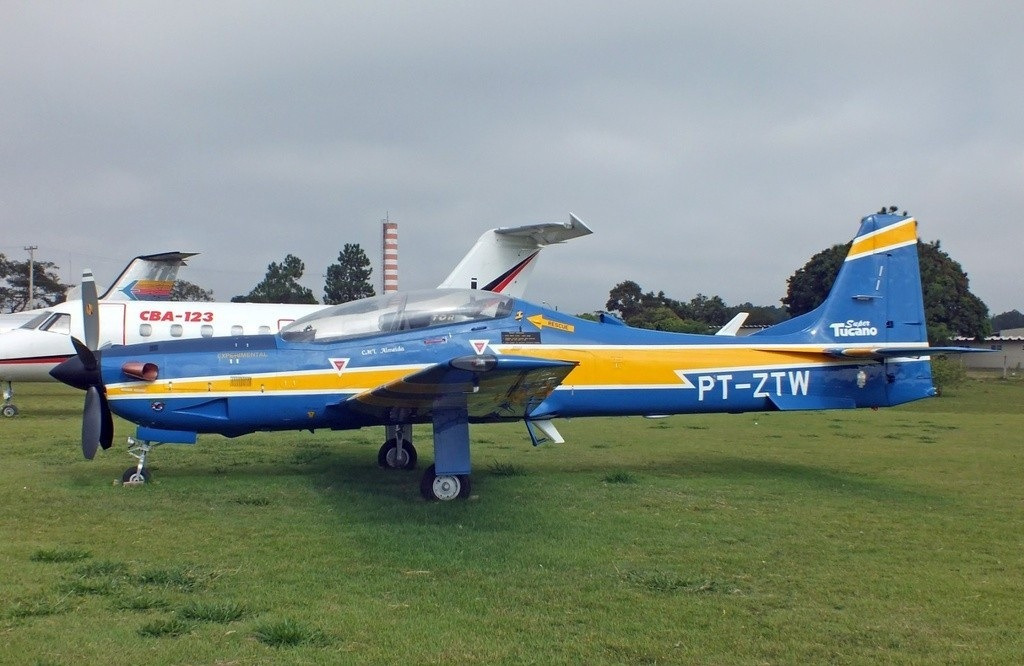
ئی‌ام‌بی-۳۱۲ اچ به شماره سریال (s/n 161) با بدنه کشیده تر و موتور قوی تری و به آن «سوپرتوکانو» لقب داده شد.

در اواسط دهه ۱۹۸۰، زمانی که امبرائر بر روی نسخه شورت توکانو کار می‌کرد، نسخه جدیدی را نیز به نام ئی‌ام‌بی ۳۱۲-جی۱ توسعه داد. نمونه اولیه این گونه جدید که از موتور گرت استفاده می‌نمود، برای اولین بار در ژوئیه ۱۹۸۶ به پرواز درآمد. با این حال، نیروی هوایی برزیل هیچ علاقه ای نشان به این پروژه نشان نداد و در نهایت این طرح به کنار گذاشته شد. با این وجود، درس‌هایی که از استفاده از هواپیما در ماموریت‌های نظامی در پرو و ونزوئلا به دست آمد، امبرائر را به ادامه مطالعات در مورد گونه جدید این هواپیما هدایت کرد. همچنین نسخه ویژه ای برای شکار هلیکوپتر را که به عنوان «قاتل هلیکوپتر» یا ئی‌ام‌بی ۳۱۲-اچ نامگذاری شده بود، دردست مطالعه قرار گرفت.
با پیوستن مشارکت امبرائر و نورثروپ گرامن در رقابت (برنامه مشترک هواپیمای آموزشی اولیه) (به انگلیسی: Joint Primary Aircraft Training System) به اختصار (JPATS) برای تأمین هواپیمای آموزشی مورد نیاز نیروی هوایی و نیروی دریایی ایالات متحده آمریکا، فعالیت بروی این گونه توسعه یافته توکانو، با شدت بیشتری پیگیری شد. در سال ۱۹۹۱، یکی از نمونه‌های اولیه موجود ئی ام بی ۳۱۲ با الزامات اعلام شده در این رقابت، اصلاح و به روزآوری شد.. بدنه هواپیما به میزان ۱٫۳۷ متر(۴٫۴۹ فوت) افزابش طول داشت، سازه‌های مقطعی در جلو و عقب کابین خلبان برای بازیابی مرکز ثقل و پایداری آن، افزوده شده، بدنه هواپیما تقویت شد، اتاقک خلبانان به صورت تحت فشار طراحی گردیده و طول دماغه هواپیما برای فراهم آوردن فضای کافی برای نصب موتور قدرتمند تر پی تی ۶ای-۶۷ آر به قدرت ۱٬۴۲۴ اسب بخار، افزوده شد.این نمونه با کدشناسایی PT-ZTW, s/n 161 در سپتامبر ۱۹۹۱ به پرواز درآمد. دو نمونه اولیه جدید ئی‌ام‌بی ۳۱۲-اچ با موتور پی تی ۶ای-۶۸ای به قدرت ۱٬۲۵۹ اسب بخار در سال ۱۹۹۳ ساخته شد. طراحی ئی‌ام‌بی ۳۱۲-اچ بعداً به عنوان نقطه شروع برای هواپیمای جدید امبرائر ئی‌ام‌بی ۳۱۴ سوپر توکانو شد که در نیروی هوایی برزیل به عنوان ای-۲۹ نامگذاری شد.

## طراحی

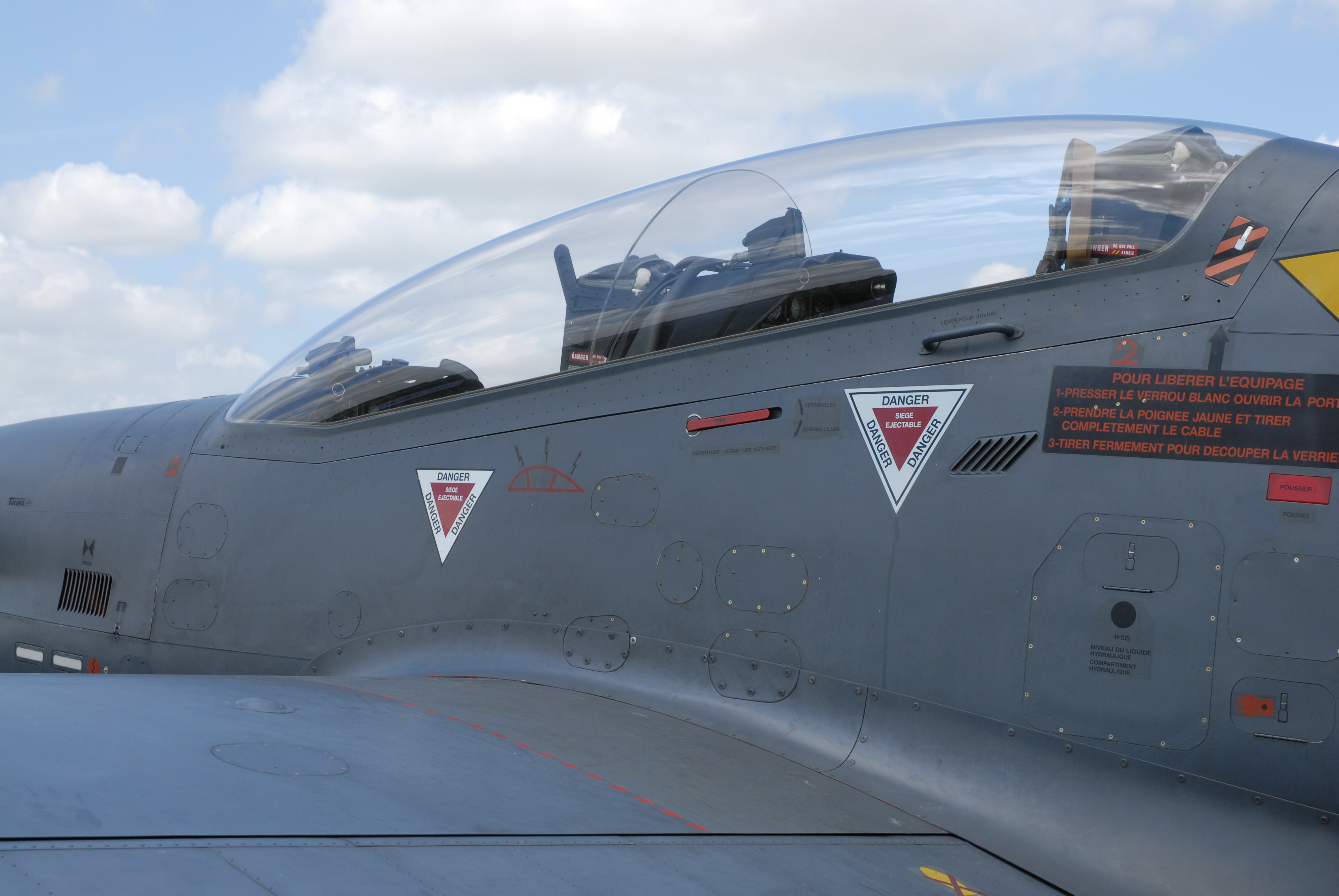
برای حفاظت از ارتعاشات صندلی عقب در مواقع اضطراری است، از یک قاب شیشه ای در مرکز کانوپی حبابی ئی ام بی-۳۱۲ اف استفاده شده است.

بسیاری از ویژگی‌های ئی‌ام‌بی ۳۱۲ توکانو در طراحی‌های بعدی هواپیماهای آموزشی پایه، استاندارد شد. توکانو اولین هواپیمای آموزشی با پیشرانه توربوپراپ بود که از ابتدا با قابلیت هواپمیاهای جت نظامی توسعه یافت. یک صندلی پَران مارتین بیکر ام کی۸ ال در این هواپیما مورد استفاده قرار گرفت. این اولین هواپیمای امبرائر با صندلی‌های پشت سر هم بود که صندلی عقب برای داشتن امکان دید بدون مانع از کابین عقب، در ارتفاع بالاتر قرار گرفته و به همین منظور، کانوپی حبابی این هواپیما بدون فریم طراحی شده است.
مانورپذیری بالا، پایداری در سرعت‌های پایین و چهار آویزگاه خارجی تسلیحات در زیر بال که امکان حمل تا ۱٬۰۰۰ کیلوگرم (۲٬۲۰۰ پوند) جنگ‌افزار را برای توکانو فراهم می‌آورد، به این هواپیمای آموزشی اجازه می‌دهد تا در ماموریت‌های بمباران تاکتیکی در محیط‌های درگیری با شدت کم یا عملیات ضد شورش و در رهگیری‌های ضد باندهای قاچاق مواد مخدر شرکت نماید.
این هواپیما می‌تواند تا ۶۹۴ لیتر (۱۸۳ گال آمریکایی) سوخت را در مخازن داخلی سوخت خود حمل نموده؛ علاوه بر آن برای مسافت‌های طولانی‌تر، با نصب دو مخزن سوخت ۶۶۰ لیتری (۱۷۰ گال آمریکا) در آویزگاه خارجی تسلیحات زیر بالها، این هواپیما قادر به پرواز تا نه ساعت خواهد بود.

## سابقه عملیاتی

### آرژانتین

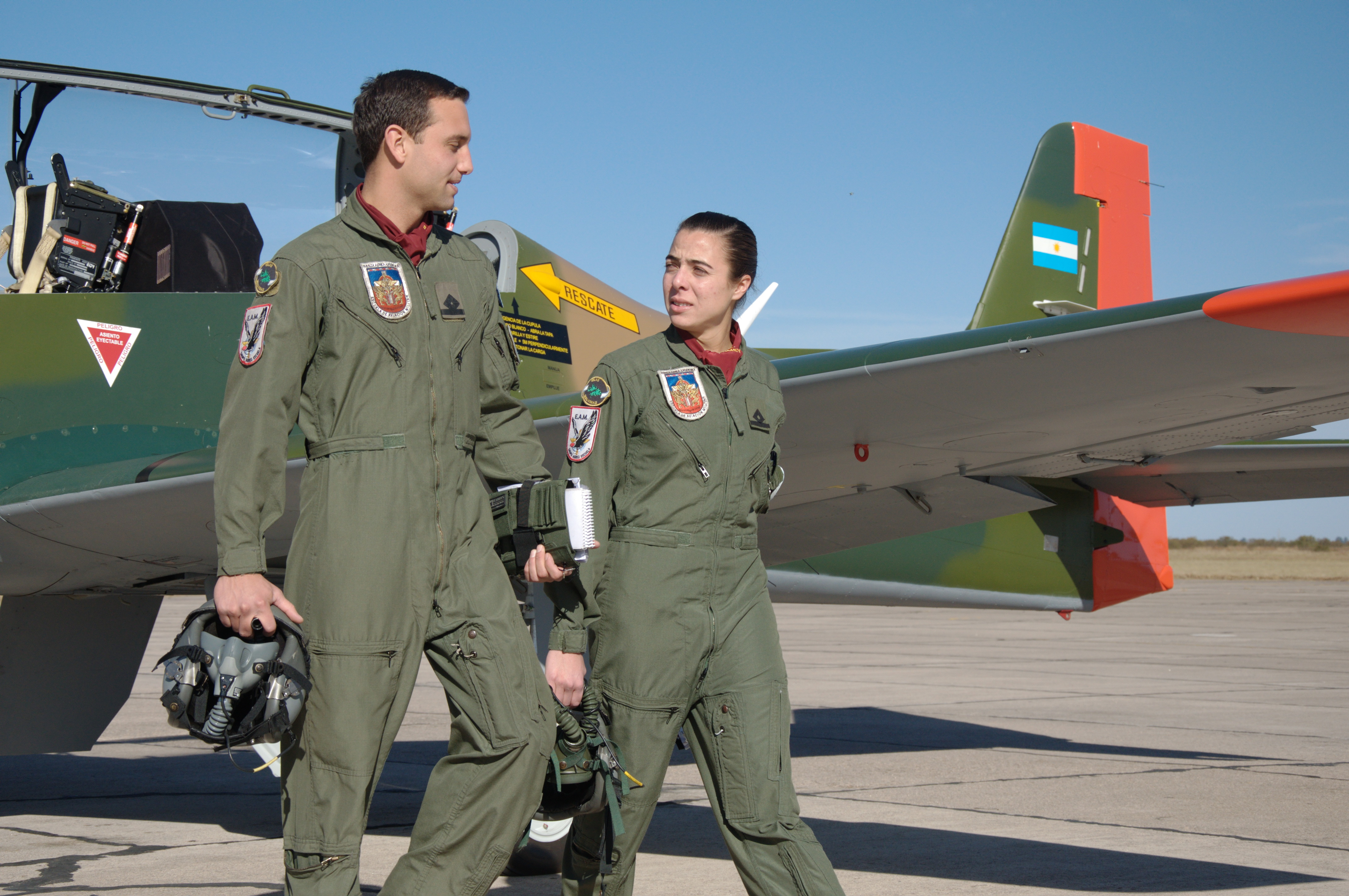
یک فروند توکانو از ناوگان نیروی هوایی آرژانتین و خلبانان آن

در ژوئن ۱۹۸۷، نیروی هوایی آرژانتین اولین دسته از ۱۵ فروندی را از مجموع ۳۰ هواپیمای سفارشی خود به امبرائر را دریافت نمود. این هواپیماها برای جایگزینی هواپیمای جت آموزشی موران سولنیه ام.اس ۷۶۰ پاریس مستقر در مدرسه هوانوردی نظامی در کوردوبا، در نظرگرفته شد. توکانوها به عنوان هواپیمای آموزشی برای برنامه دوره مشترک اولیه هوانوردی نظامی، با هدف آموزش خلبانان برای نیروی هوایی، نیروی دریایی و ارتش آرژانتین استفاده شدند. در ۲۵ سال اول خدمت توکانو برای نیروی هوایی آرژانتین، این هواپیما ۱۰۴٬۰۰۰ ساعت پرواز داشت و بیش از ۸۰۰ خلبان را آموزش داد. در حال حاضر فابریکا آرخنتینا دی آویونس (FAdeA) در حال توسعه، هواپیمای آموزشی اولیه آی ای-۷۳ برای جایگزینی ئی‌ام‌بی ۳۱۲- توکانو می‌باشد. این نوع هواپیما به شمال آرژانتین منتقل خواهد شد، جایی که برای نقش نظارت و بازدارندگی هوایی، تجهیز شده و به کار گرفته خواهند شد.

### آنگولا
نیروی هوایی ملی آنگولا (به پرتغالی: Força Aérea Nacional Angolana،)(به اختصار(FANA)) هشت فروند ای تی-۲۷ جدید را در سال ۱۹۹۸ دریافت نمود. چهارسال بعد تعداد شش فروند دیگر ای تی-۲۷ را از نیروی هوایی پرو خریداری نمود. هواپیماهای ای تی-۲۷ برای انجام حملات هوایی و ماموریت‌های نظارتی در طی جنگ داخلی آنگولا، اختصاص داده شدند. نیروی هوایی ملی آنگولا، دو فروند توکانوی دیگر دیگر به شماره سریال‌های (s/n 055 و s/n149) را دریافت نمود تا خسارات حادثه به هواپیما در طی جنگ را پوشش دهند.

### ایران
در طی سالهای ۱۹۸۹ الی ۱۹۹۱، ایران ۲۵ فروند توکانو را دریافت نمود. بین سال‌های ۲۰۰۰ تا ۲۰۰۱، سپاه پاسداران از ناوگان توکانوهای خود بر علیه مواضع طالبان و همچنین در عملیات‌های مبارزه با باندهای قاچاق مواد مخدر در مرزهای شرقی ایران استفاده نمود.

### برزیل

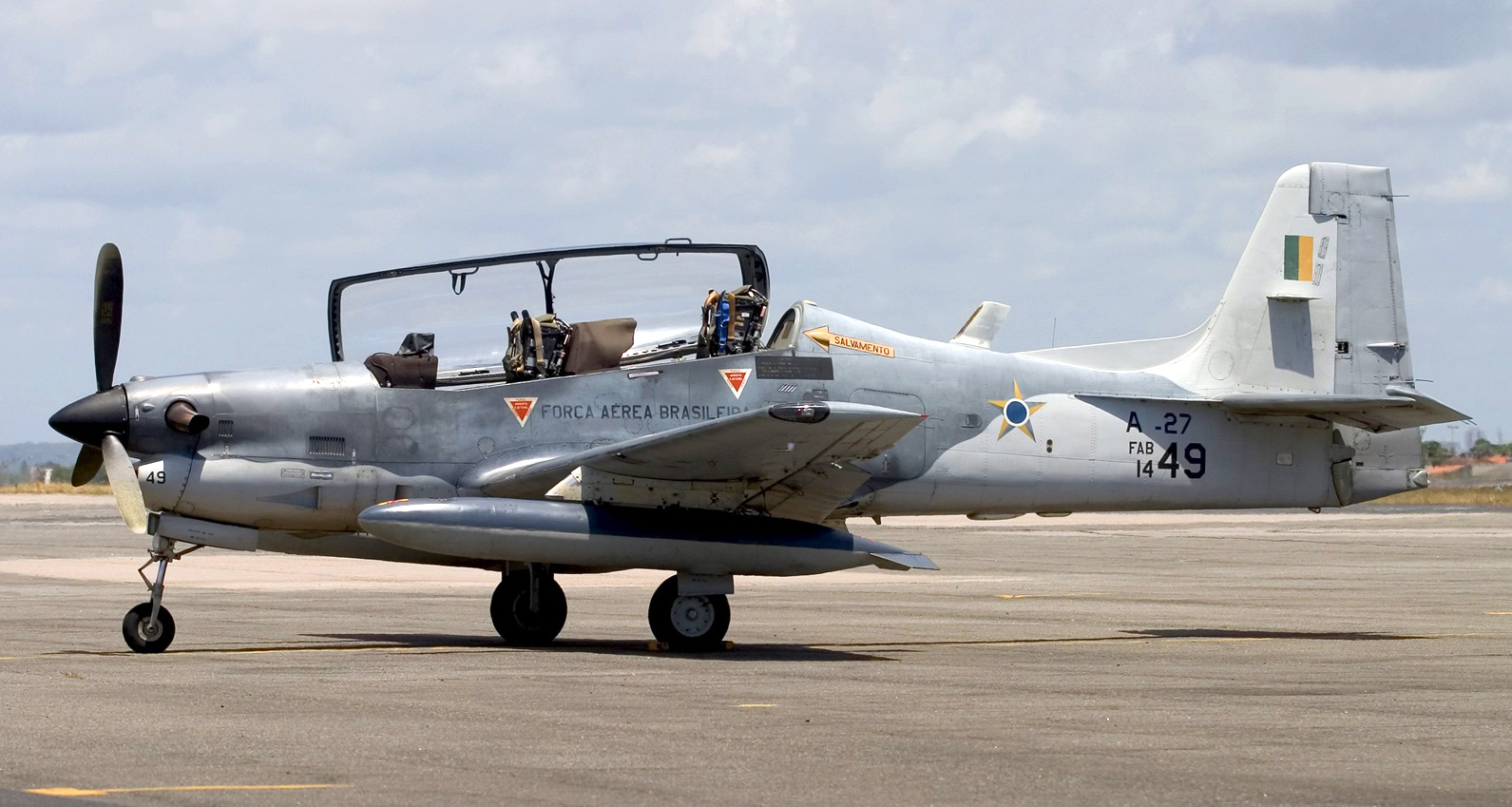
یک فروند تی-۲۷ از ناوگان نیروی هوایی برزیل

قرارداد نیروی هوایی برزیل (FAB) با امبرائر برای خرید هواپیمای توکانو تی-۲۷، به تعداد ۱۱۸ فروند و با امکان افزایش ۵۰ فروند اضافه بود.در ۲۹ سپتامبر ۱۹۸۳، اولین واحدها به عنوان یک هواپیمای نمایش هوایی به اسکادران نمایش هوایی  FAB، "گُردان هوایی دود" (به پرتغالی: Esquadrilha da Fumaça) تحویل داده شدند و اولین نمایش با این نوع از هواپیما در دسامبر همان سال انجام شد. در سال ۱۹۹۰، نمایش هوایی  FAB سفارش ۱۰ فروند دیگر از ۵۰ فروندی که امکان افزایش آن در قرارداد اصلی توکانو در سال ۱۹۸۰، ذکر شده بود را تأیید نمود. در نهایت، نیروی هوایی برزیل با دریافت ۴۰ فروند باقی مانده و تعداد کل توکانوهای تحویل شده را به ۱۶۸ رساند.
در سال آخر از برنامه چهارساله آموزش خلبانان FAB در آکادمی نیروی هوایی برزیل (به پرتغالی: Academia da Força Aérea (AFA)) و در طی مرحله آموزش پیشرفته پرواز، دانشجویان خلبانی با ئی ام بی-۳۱۲ پرواز می‌نمایند. پس از طی ۷۵ ساعت پرواز با هواپیمای آموزشی پایه نیوا اونیورسال، دانشجویان خلبانی در طی ۱۲۵ ساعت آموزش پیشرفته در توکانو را در برنامه خواهند داشت، در طی ساعات آموزشی مذکور دانشجویان با انجام حرکات آکروباتیک و اجرای مانور دقیق، پرواز ابزاری (پرواز در شرایط دیدناکافی) و پرواز در ارتفاع پایین، در فن پرواز تبحر یافنه و بر هواپیما مسلط می‌شوند. دانشجویان ناوگان هوایی نیروی دریایی برزیل ۱۰۰ ساعت پرواز با توکانو در AFA را در اولین مرحله از برنامه آموزشی سه ساله پرواز خود، خواهند داشت.
در طی عملیات ترایرا در فوریه ۱۹۹۱، از شش فروند توکانو برای
پشتیبانی هوایی نزدیک علیه گروهی متشکل از ۴۰ شورشی از نیروهای مسلح انقلابی کلمبیا(FARC) که یک واحد نظامی برزیل را تصرف کرده بودند، استفاده شد.از هواپیماهای ای تی-۲۷ به صورت گسترده در آمازون برای عملیات گشت زنی مرزی و رهگیری پروازهای غیرقانونی و قاچاق مورد استفاده قرار گرفته و به‌طور مشترک با سیستم نظارت آمازون (به پرتغالی: Sistema de Vigilância da Amazônia (SIVAM)) همکاری می‌کرد.

### پاراگوئه

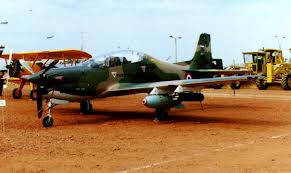
یک فروند ای تی-۲۷ متعلق به پاراگوئه

نیروی هوایی پاراگوئه در سال ۱۹۸۷ شش فروند توکانو را دریافت نمود. قرار داد خرید شش فروند دیگر در اواخر دهه ۱۹۹۰ منعقد شد، اما این معامله فسخ شد، و این توکانوها به دومین دسته تحویل شده به نیروی هوایی ملی آنگولا تبدیل شدند. در ۲۹ دسامبر ۲۰۱۰، سه هواپیمای مستعمل از ناوگان نیروی هوایی برزیل با چهار هواپیمای آموزشی ئی ام بی ۳۲۶ ژاوانته و یک هواپیمای ترابری بوئینگ-۷۰۷ مبادله شدند. در سال ۲۰۱۱، تعمیرات اساسی موتور در توکانوهای پاراگوئه با کمک نیروی هوایی برزیل، به انجام رسید.
کُردان هوایی سوم جنگنده "موروس"(به اسپانیایی: The 3o Escuadrón de caza "Moros) مستقردر آسونسیون از هواپیماهای توکانو در ماموریت‌های ضد شورش بهره‌برداری نموده و از سال ۱۹۹۶ دسته‌های پروازی اومگا و گاما را بوجود آورد. درآوریل ۲۰۱۱،توکانوهای مجهز به غلاف توپ خودکار ۲۰ میلی‌متری و مخازن فرابَری سوخت در پایگاه هوایی ماریسکال استیگاریبیا برای نظارت بر پروازهای غیرقانونی وارد شده به حریم هوایی پاراگوئه از بولیوی مستقر شدند.

### پرو

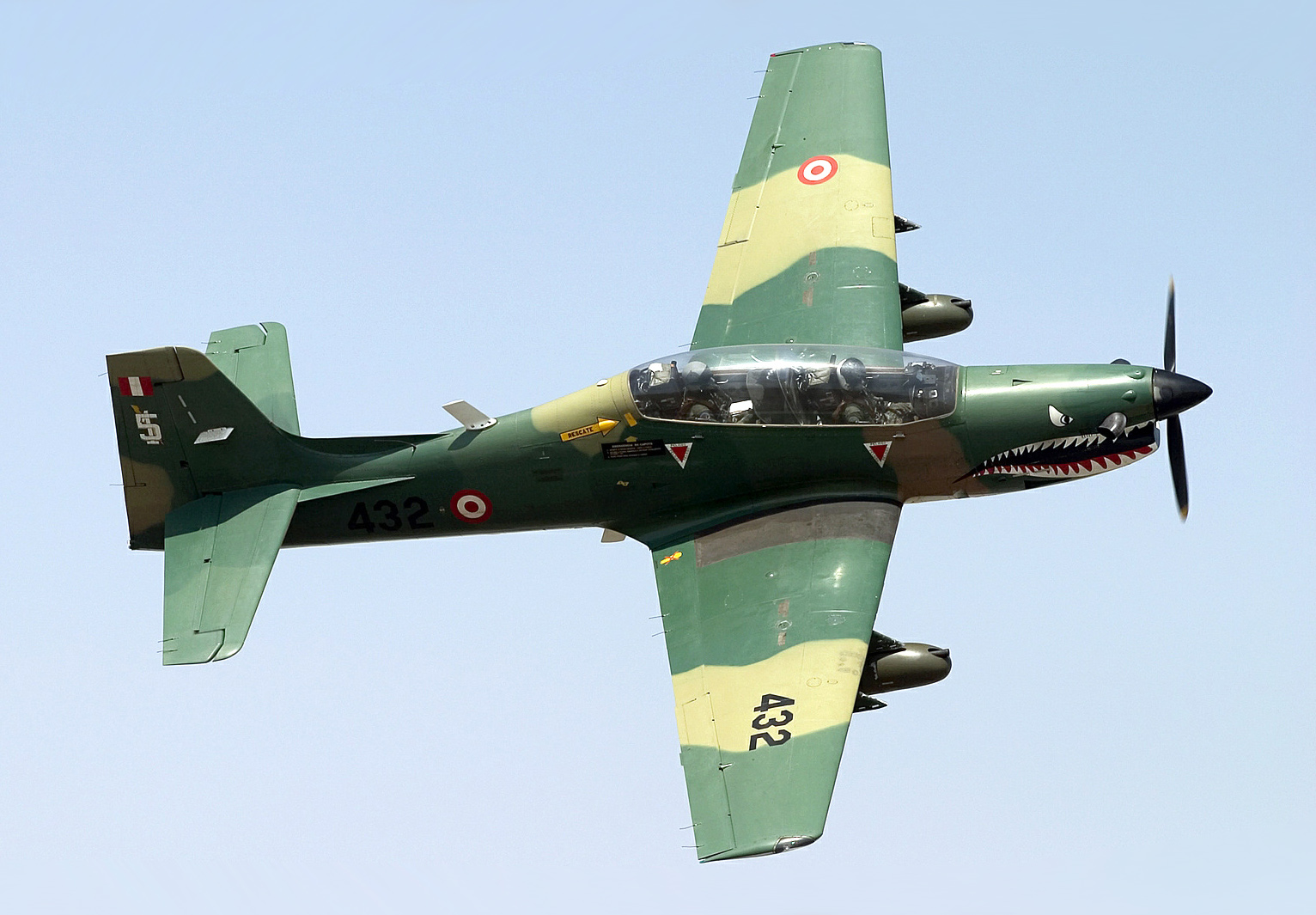
توکانو متعلق به نیروی هوایی پرو با رنگ آمیزی استتار جنگل و نقش دهان کوسه در دماغه

در سال ۱۹۸۶، پرو ۲۰ فروند توکانو را به عنوان جایگزین برای هواپیمای آموزشی سسنا تی-۳۷ تویت، سفارش داد. تحویل هواپیماها به نیروی هوایی پرو در آوریل ۱۹۸۷ به صورت دو فروند در ماه آغاز شد. آخرین فروند از توکانوهای سفارشی در نوامبر ۱۹۸۷ تحویل داده شد. در سال ۱۹۹۱، ۱۰ فروند توکانوی دیگر را برای عملیات ضد قاچاق مواد مخدر خریداری نمود که در مجموع توکانوهای در خدمت نیروی هوایی پرو به ۳۰ فروند رسید، اگرچه بعداً در سال ۲۰۰۲ شش فروند از آنها به آنگولا فروخته شدند.
اولین سری از هواپیماهای ئی ام بی ۳۱۲ به خدمت گُردان هوایی آموزش پایه شماره ۵۱۲ (به اسپانیایی: Escuadrón de Instrucción básica No. 512) از آکادمی هوایی، به عنوان بخشی از گروه آموزشی شماره ۵۱ (به اسپانیایی: Grupo de Entrenamiento 51) مستقر در لاس پالماس - لیما درآمدند. دومین گردان هوایی از توکانوها، به گردان هوایی تاکتیکی شماره ۵۱۴(به اسپانیایی: Escuadrón Aéreo Táctico No. 514) اختصاص داده شدند. اولین توکانوها به رنگ نارنجی و سفید مختص هواپیماهای آموزشی رنگ آمیزی شدند و البته به تدریج با این رنگ آمیزی، با استتار جنگل جایگزین شد، در حالی که تعدادی از آنها برای مأموریت‌های شبانه به رنگ خاکستری تیره درآمدند. بیشتر این هواپیماها با نقش دهان یک کوسه مهاجم در دماغه تزئین شده بودند. کابین هواپیما برای عملیات در شب به گونه‌ای اصلاح شد که قادر به‌کارگیری
دوربین دید در شب و دوربین‌های مادون قرمز دید جلو باشد. از سال ۱۹۹۱ توکانوهای نیروی هوایی پرو به‌طور فعال در عملیات حمله به اهداف زمینی بر فراز رودخانه سِنِپا در عملیات‌های مبارزه با مواد مخدرشرکت داشتند، این هواپیماها موفق ساقط کردن بیش از ۶۵ هواپیما و انجام حملات به چندین کشتی غیرقانونی شدند. بین سال‌های ۱۹۹۲ تا ۲۰۰۱، در طی برنامه انکار پل هوایی (به انگلیسی: (ABD) Air Bridge Denial Program)، نیروهای امنیتی در مبارز با قاچاقچیان مواد مخدر، اطلاعاتی را برای نیروهای هوایی فراهم می‌آوردند. در طی این برنامه، حداقل ۹ هواپیمای غیرنظامی قاچاقچیان توسط هواپیماهای توکانو ای تی-۲۷ سرنگون شدند. در سحرگاه ۵ فوریه ۱۹۹۵ و در طی جنگ سِنِپا یک گروه پروازی متشکل از توکانوهای مسلح به چهاربمب ام‌کی۸۲ و دوربین دید در شب، یک عملیات بمباران شبانه را برای هدف قراردادن نیروهای اکوادوری بر فراز رشته کوه کندور (به اسپانیایی: Cordillera del Cóndor) انجام دادند.
توکانوها بخشی از پروژه کینیونس (به اسپانیایی: Quiñones) در سال ۲۰۰۲ بودند که البته در سال ۲۰۰۷ به مرحله اجرا رسید و هدف از این پروژه بازگرداندن تجهیزات غیرقابل استفاده به خدمت بود. در مارس ۲۰۱۲، نیروی هوایی پرو در حال بررسی گزینه ای برای نوسازی ۲۰ فروند توکانو بود. که این امر در برنامه ای به‌طور مشترک توسط نیروی هوایی برزیل و امبرائر تحت یک توافق‌نامه دفاعی گسترده با وزارت دفاع برزیل به انجام رسید.

### عراق
عراق ۸۰ فروند توکانو تولید شده تحت لیسانس در حلوان مصر را خریداری نمود، که تحویل آن‌ها در سال ۱۹۸۷ تکمیل شد. پس از پایان جنگ خلیج فارس وجنگ عراق، هیچ هواپیمای توکانویی در فهرست موجودی تجهیزات نیروی هوایی عراق وجود نداشت.

### فرانسه

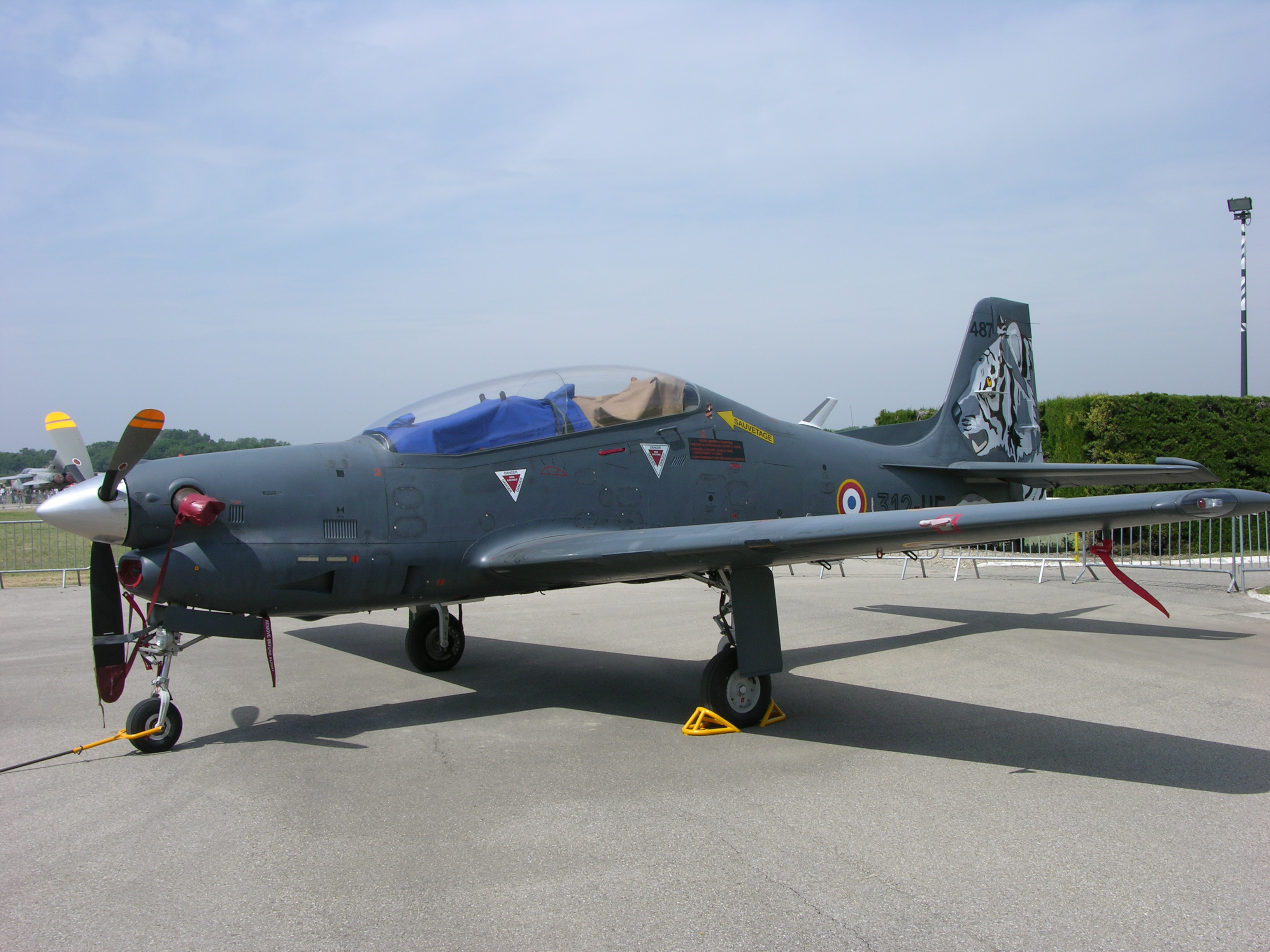
ئی ام بی ۳۱۲ اف از متعلق به نیروی هوایی فرانسه.

در ژوئیه سال ۱۹۹۰به دنبال روند جهانی به سمت‌گیری برای جایگزینی هواپیماهای آموزشی جت با هواپیماهای کم هزینه با پیشرانه توربوپراپ، نیروی هوایی فرانسه یک سفارش اولیه برای ۸۰ فروند از گونه ای کمی تغییریافته از توکانو را به ئی‌ام‌بی ۳۱۲ اف را به امبرائر داد. برای تعدیل شرایط پرداخت‌های در مذاکرات دو ساله قرارداد هواپیماهای توکانو، خرید ۳۶ فروند بالگرد ای‌اس۳۶۵ دوفین و ۱۶ فروند ای‌اس۳۵۰ اکوروی توسط ارتش برزیل و همچنین ۳۰ فروند ای‌اس۳۵۵ اکوروی۲ برای نیروی دریایی برزیل درنظرگرفته شد.دو هواپیمای پیش تولید برای یک فرایند ارزیابی یک ساله در اداره کل تسلیحات (به فرانسوی: Direction générale de l'armement)، تولید شد، اولین ئی‌ام‌بی ۳۱۲ اف تولیدی در آوریل ۱۹۹۳ به پرواز درآمد.این هواپیما در سلون دو پروانس مستقر شده و جایگزین ناوگان فوگا مَژیستر شدند که برای قریب به ۴۰ سال وظیفه آموزش دانشجویان نیروی هوایی فرانسه را، برعهده داشتند.
با ورود توکانو به خدمت نیروی هوایی فرانسه، برنامه آموزشی خلبانان نیروی هوایی با هواپیمای آموزشی اپسیلون آغاز شده، در توکانو ادامه یافته و در نهایت پس از پرواز با هواپیمای آلفاجت به پایان می‌رسید. پس از ۱۵ سال، ناوگان توکانوهای فرانسوی در ۲۲ ژوئیه ۲۰۰۹ از خدمت خارج شد، علیرغم این واقعیت که بیشتر هواپیماها تنها به نیمی از عمر عملیاتی بالقوه خود رسیده بودند.

### کلمبیا

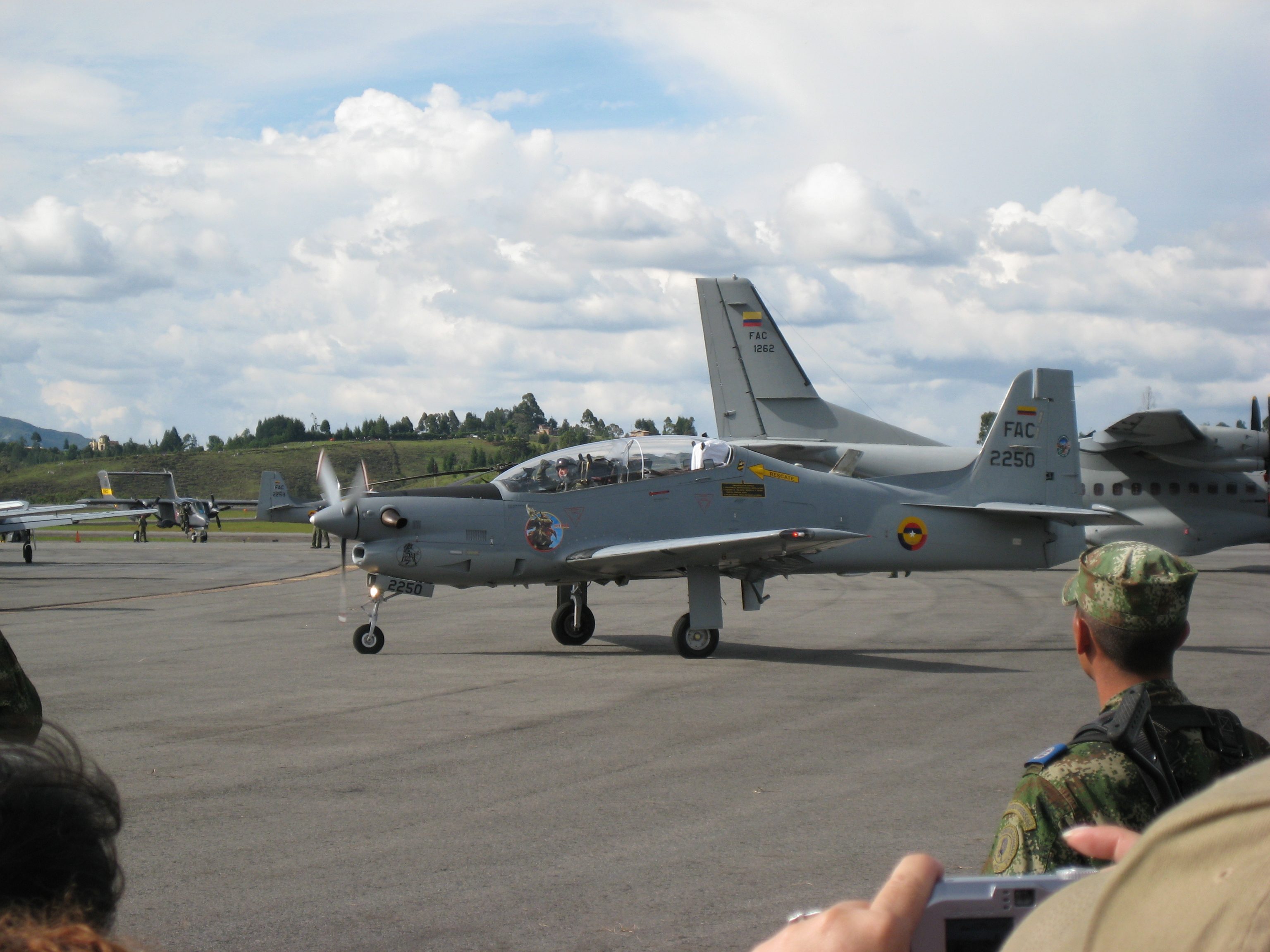
یک فروند توکانو متعلق به کلمبیا

در سال ۱۹۹۲ نیروی هوایی کلمبیا ۱۴ فروند ای تی-۲۷ را به امبرائر سفارش داد، شش فروند اولیه را در دسامبر همان سال دریافت نموده و به دنبال آن در همان ماه هفت فروند دیگر را تحویل گرفت. این هواپیماها به گُردان هوایی رزمی ۲۱۲ اختصاص داده شدند توکانوها ابتدا به عنوان هواپیمای آموزشی ایفای نقش نمودند، اگرچه به زودی برای انجام ماموریت‌های پشتیبانی نزدیک هوایی و برتری هوایی به عنوان بخشی از عملیات ضد شورش در طول نبرد طولانی مدت و خشونت باری با
نیروهای مسلح انقلابی کلمبیا (FARC) به کار گرفته شدند. توکانوها در ده‌ها مأموریت مهم جنگی از جمله عملیات پرواز فرشنه (تسخیر میتو) (به اسپانیایی: Vuelo de Angel (Toma de Mitú)) عملیات تاناتوس (به اسپانیایی: operación Tanatos)، عملیات ققنوس (به اسپانیایی: Operación Fénix) و عملیات بِرجیس (به اسپانیایی: Operación Júpiter) شرکت داشتند. ناوگان توکانوهای کلمبیااز زمان ورود به آن کشور، بیش از ۵۰٬۰۰۰ ساعت پرواز را انجام داده و هیچ تلفاتی را متحمل نشدند.
در سال ۱۹۹۸، با کمک نیروی هوایی پرو، توکانوهای کلمبیا برای به‌کارگیری دوربین دید در شب برای انجام ماموریت‌های شبانه، سازگار شدند. سناریوی جنگ باعث شد تا نیروی هوایی کلمبیا افق‌های طراحی این هواپیما را برای غلبه بر محدودیت‌های عملیاتی آن، جابه‌جا نماید. این تغییرات در نقش یک سکوی آزمایش واقعی در میدان نبرد برای این هواپیما عمل نموده و باعث کسب درس‌های ارزشمند و الزامات جدیدی شد که در طراحی سوپرتوکانو اعمال شدند.
در سال ۲۰۱۱، امبرائر یک برنامه سه ساله برای ارتقاء محلی ۱۴ فروند ئی ام بی-۳۱۲ نیروی هوایی کلمبیا را آغاز نمود. این برنامه بخشی از برنامه توسعه راهبردی ۲۰۱۱ الی ۲۰۳۰ (به اسپانیایی: Plan Estratégico Institucional) به اختصار PEI می‌باشد. که برای افزایش طول عمر این هواپیما به مدت ۱۵ سال، در نظر گرفته شده است، این برنامه شامل مقاوم‌سازی سازه هواپیما از جمله نصب بال‌ها و ارابه فرود جدید، بروی بدنه هواپیما است.اویونیک جدید با سامانه ناوبری اینرسیایی (INS) و سامانه آدرس دهی و گزارش‌گیری ارتباطات هواپیما (ACARS) به‌روز ساخت راکول کالینز نصب شده، در عین حال شرکت بریتانیایی کابهام نمایشگرهای چند منظوره مدرن، سیستم‌های مدیریت پرواز و سیستم نشان‌دهنده موتور و هشدار خدمه را ارائه خواهد نمود. نمونه اولیه نخست توسط امبرائر در برزیل طراحی و تولید خواهد شد، در حالی که باقی مانده کارها در شرکت صنایع هوایی کلمبیا اس ای (به اسپانیایی: Corporación de la Industria Aeronáutica Colombiana S.A) تکمیل خواهند شد.

### مصر
در دسامبر ۱۹۸۳، قراردادی به مبلغ ۱۸۱ میلیون دلار برای خرید ۱۰ فروند هواپیمای به صورت کامل به اضافه خرید ۱۱۰ فروند دیگر از این هواپیما در قالب کیت توشیح شد. این خرید مشترک دو دولت مصر و عراق شامل یک برنامه انتقال فناوری گسترده بود که ساخت برخی از قطعات هواپیما و مونتاژ نهایی در هلیوپولیس ایر ورکز (به انگلیسی: Heliopolis Air Works) در حلوان را نیز در بر می‌گرفت، این خرید تبدیل به اولین تجربه امبرائر در مونتاژ هواپیما در خارج از کشور گردید. ۸۰ فروند از ۱۱۰ هواپیمای ساخته شده در مصر به عراق تحویل داده شد. اولین هواپیما در اواخر سال ۱۹۸۴ وارد مصر شده و اولین واحد مونتاژ شده در مصر در سال ۱۹۸۵ تحویل شد. یک سفارش اضافی برای ۱۴ فروند هواپیما که در سال ۱۹۸۹ ساخته شد، مجموع توکانوها را به ۵۴ فروند رسانید. هواپیماهای آموزشی ئی ام بی ۳۱۲ توکانو در گُردان هوایی ۶، گردان هوایی ۲۵ و گردان هوایی ۳۵ به پرواز می‌نمودند. گُردان هوایی ۶ توکانوهای خود را از خدمت خارج نموده و به جای آن پهپاد E-June را به خدمت گرفت. در سال ۲۰۲۳ توکانوهای گُردان هوایی ۲۵ هنوز از انشاص و اسماعیلیه پرواز می‌نمودند و برای آموزش خلبانان در گردان هوایی ۳۵ در غَردَقه از ای‌تی-۸۰۲ ایرتراکتور استفاده می‌شد.

### موریتانی

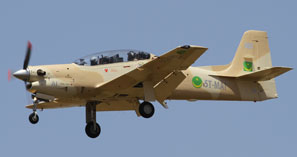
ئی‌ام‌بی ۳۱۲اف از ناوگان نیروی هوایی موریتانی

در سال ۲۰۱۱، نیروی هوایی اسلامی موریتانی کمک‌هایی برای آموزش خلبانان از نیروی هوایی فرانسه را به همراه چهار فروند ئی‌ام‌بی ۳۱۲ اف از ناوگان سابق آن نیرو را دریافت نمود. هواپیماهای تحویل داده شده، هنوز در دو سوم مدت عمر ساختاری خود بودند. هواپیما قبل از تحویل، تحت تعمیرات اساسی قرار گرفته و آویزگاه‌های خارجی تسلیحات برای غلاف‌های تیربار و رادیوهای جدید بروی آنها تعبیه گردید این هواپیماها در اطار در شمال غربی موریتانی مستقر شده، جایی که از آنها برای مأموریت‌های حمله علیه چریک‌های سازمان القاعده در مغرب اسلامی (AQIM) استفاده می‌شوند. در مارس ۲۰۱۲، توکانوهای موریتانی هنگام حمله به اهداف تروریست‌های AQIM در داخل مالی به حریم هوایی آن کشور وارد شدند. دو کشور در اقدامات نظامی علیه این تروریست‌ها با همکاری می‌نمایند.

### ونزوئلا

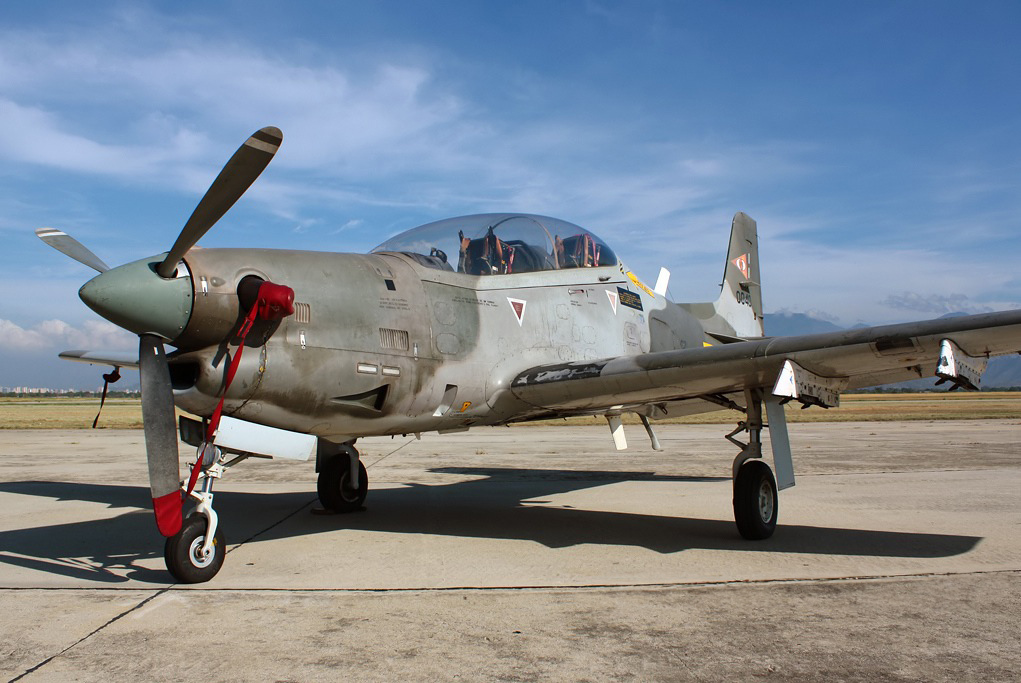
ای تی-۲۷ متعلق به نیروی هوایی ونزوئلا

در ۱۴ ژوئیه ۱۹۸۶، نیروی هوایی ونزوئلا اولین چهار فروند از سفارش ۳۰ فروندی توکانو تی-۲۷/ای تی-۲۷، به ارزش ۵۰ میلیون دلار دریافت نمود. یک سال بعد، مابقی هواپیماها تحویل داده شدند، که به دو نوع تقسیم شدند: ۱۸ فروند تی-۲۷ برای اهداف آموزشی و ۱۲ فروند ای تی-۲۷ برای پشتیبانی تاکتیکی. توکانوها به واحدهای نظامی ذیل اختصاص یافتند:
- گروه ۱۴ از گُردان هوایی آموزش مقدماتی شماره ۱۴۲(عقرب‌ها)(به اسپانیایی: (Escuadrón de Entrenamiento No. 142 (Escorpiones) واقع در ماراکای.
- گروه ۱۳ از گُردان هوایی عملیانت ویژه شماره ۱۳۱ (روباه‌ها) (به اسپانیایی: (Escuadrón de Operaciones Especiales No. 131 (Zorros) در بارسلونا
- گروه عملیات ویژه شماره ۱۵ از گُردان هوایی شماره ۱۵۲ (زنبورهای سرخ)(به اسپانیایی: (Escuadrón No.152 (Avispones) مستقر در ماراکایبو.[۹۴]

توکانوهای ای تی-۲۷، به همراه هواپیماهای ضدشورش او وی-۱۰ برونکو، به‌طور فعال در بسیاری از کارزارهای ضد چریک، ضد مواد مخدر، و ضد آدم‌ربایی در نزدیکی مرزهای کلمبیا شرکت داشتند.
در ۲۷ نوامبر ۱۹۹۲، توکانو توسط افسران شورشی که در کودتا علیه رئیس‌جمهور کارلوس آندرس پرز شرکت داشتند، مورد استفاده واقع شد. شورشیان اقدام به حمله با بمب و موشک علیه ساختمان‌های پلیس و ابنیه دولتی در کاراکاس نمودند. یک فروند توکانو و دو فروند او وی-۱۰ برونکو در طولی این شورش، توسط اف-۱۶‌هایی که توسط خلبانان وفادار به دولت پرواز می‌کردند، سرنگون شدند.

### هندوراس

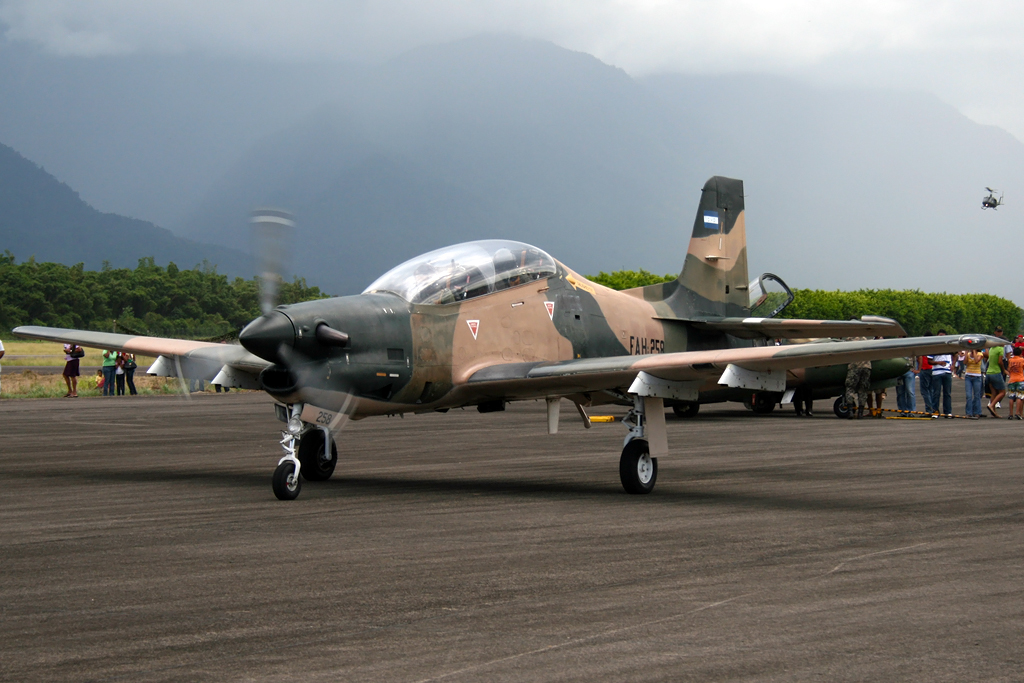
ای تی-۲۷ متعلق به نیروی هوایی هُندوراس در فرودگاه بین‌المللی گلسون

هُندوراس، اولین مشتری خارجی توکانو، این هواپیما را برای جایگزینی تروجان نورث آمریکن تی-۲۸ تروجان خریداری نمود. ۱۲ فروند ئی ام بی-۳۱۲ بین سالهای ۱۹۸۲ و ۱۹۸۳ به نیروی هوایی هندوراس تحویل داده شد. این هواپیما هم برای آموزش پیشرفته و هم برای گشت زنی در حریم هوایی هندوراس برای رهگیری پروازهای غیرقانونی استفاده می‌شود.
در ۱۴ آوریل ۲۰۰۳، یک توکانو مسلح به غلاف حامل تیربار ۷٫۶۲ میلی‌متری (۰٫۳۰ اینچی) یک فروند ایرکماندر ۵۰۰ را سرنگون نمود. دو سرنشین کلمبیایی این هواپیما جان باختند، در حالی که ۹۴۲ کیلوگرم (۲٬۰۷۷ پوند) کوکائین از لاشه هواپیما جمع‌آوری شد. در آگوست ۲۰۱۰، یک هواپیمای پایپر سِنِکا که از کلمبیا می‌آمد توسط یک ای تی-۲۷ ردیابی شد. پنج مجرم دستگیر و ۵۵۰ کیلوگرم (۱٬۲۱۰ پوند) کوکائین کشف و ضبط شد. سه ماه بعد، یک فروند توکانو برای رهگیری یک هواپیما با ۵۵۰ کیلوگرم (۱٬۲۱۰ پوند) کوکائین مورد استفاده قرار گرفت.
در فوریه ۲۰۱۲، نیروی هوایی هُندوراس و امبرائر مطالعه ای برای بازسازی هواپیماهای ای تی-۲۷ را برای برنامه بازسازی احتمالی آنها، انجام دادند.در اواخر همان ماه، وزیر دفاع هندوراس فاش کرد که بازسازی شش فروند توکانو ۱۰ میلیون دلار آمریکا هزینه در برخواهد داشت.
در ماه مه همان سال، یک توکانو هواپیمایی را رهگیری نمود و پس از آن ۴۰۰ کیلوگرم (۸۸۰ پوند) کوکائین، از آن هواپیما کشف و ضبط شد. در ماه بعد، یک توکانو از ناوگان نیروی هوایی هندوراس یک هواپمیای سسنا دو موتوره قاچاق مواد مخدر را بر فراز جزایر خلیج سرنگون کرد و دو سرنشین از جمله یک مأمور مخفی اداره مبارزه با مواد مخدر آمریکا DEAدر پی سقوط هواپیمای مذکور کشته شدند. بر اساس قانون هندوراس سرنگونی پروازهای غیرقانونی مجاز نمی‌باشد، بنابراین این رویداد منجر به برکناری ژنرال هندوراسی شد که دستور حمله را صادر کرد.

## گونه‌ها

### ئی‌ام‌بی۳۱۲ای
گونه تولیدی استاندارد با عمرخستگی ۸٬۰۰۰ ساعت:
- توکانو وای‌تی-۲۷
نمونه اولیه پیش از تولید انبوه
- توکانو تی-۲۷
گونه آموزشی دارای دو کابین خلبان
- توکانو ای‌تی-۲۷
گونه تهاجمی دارای دو کابین خلبان

### ئی‌ام‌بی۳۱۲اف
گونه ارتقا یافته که برای نیروی هوایی فرانسه تولید شده است، مجهز به تجهیزات اویونیک ساخت شرکت مخابرات الکترونیک هوانوردی و دریانوردی(به فرانسوی: Telecommunications Electronique Aeronautique et Maritime) (به اختصار TEAM SA، بخشی از Cobham plc)و سیستم ناوبری ساخت تامسون-سی‌اس‌اف (اکنون زیرگروه گروه تالس)، گردید. همچنین افزایش عمرخستگی هواپیما و بهبود ملخ‌ها و سیستم ضدیخ زدگی کاناپی و افزودن ترمزهای هوایی در زیر بدنه هواپیما.

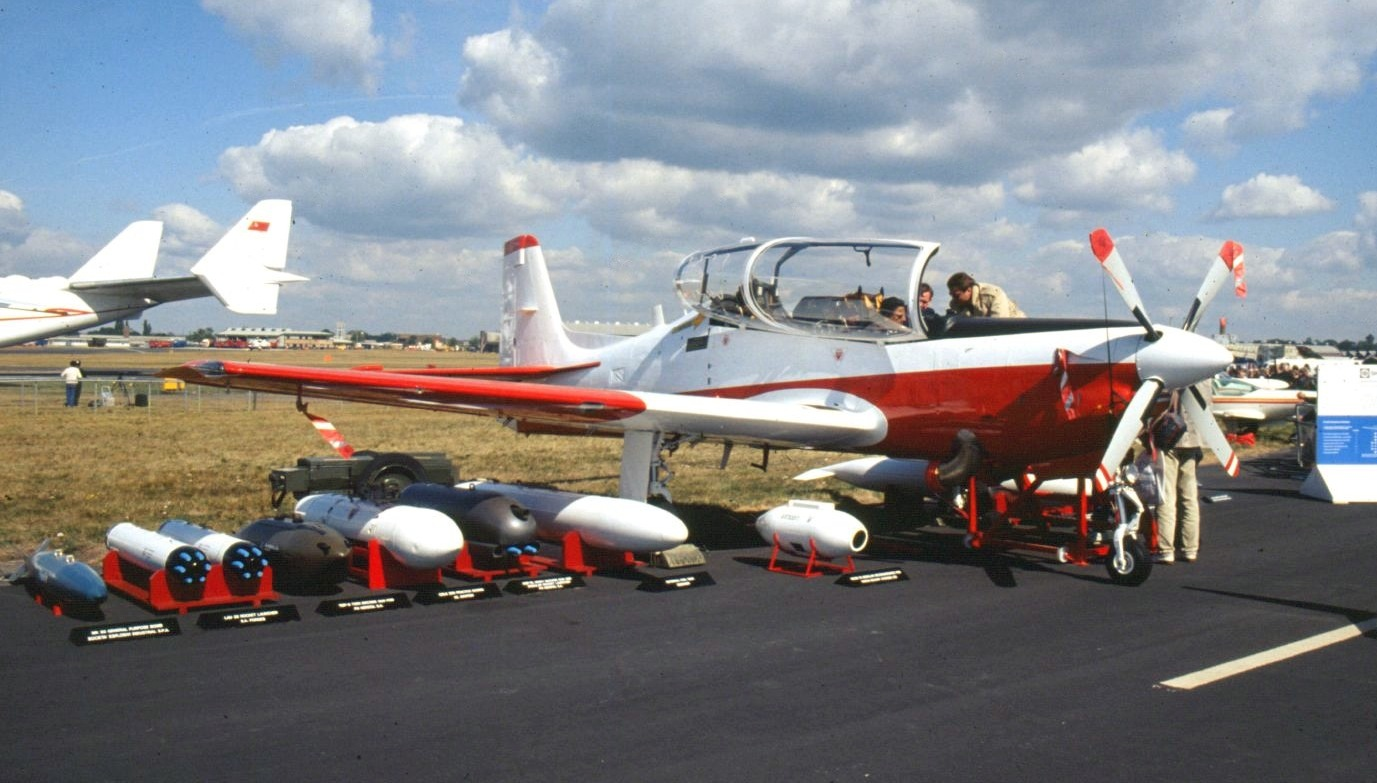
توکانو ام‌کی. ۵۱ (زداچ۲۰۹)در نمایشگاه هوایی فارن‌بورو در سپتامبر ۱۹۹۰.

### ئی‌ام‌بی۳۱۲اس
ئی‌ام‌بی۳۱۲اس که با نام شورت توکانو نیز شناخته می‌شود، گونه آموزشی ارتقا یافته ایی است که به صورت تحت امتیاز در شرکت شورت برادرز در بلفاست وافع در ایرلند شمالی، برای نیروی هوایی سلطنتی تولید شده و مجوز صادرات را نیز کسب کرده بود. این نوع دارای پیشرانه قدرتمندتر هانیول تی‌پی‌ئی-۳۳۱–۱۲بی به قدرت ۸۲۰ کیلو وات (۱٬۱۰۰ اسب بخار) با ملخ چهار تیغه با گام متغیر بوده، و بهینه‌سازی و بهبودهای دیگری در این گونه انجام رسیده بود از جمله :اویونیک سفارشی، تقویت سازه‌ها و بدنه به منظور افزایش عمر خستگی تا ۱۲٬۰۰۰ ساعت، کاناپی دو تکه برای محافظت بهتر در برابر ضربه برخورد اجتمالی با پرندگان، کابین تحت فشار، ترمز هوای در زیر بدنه هواپیما، تغییرات آیرودینامیکی در بال، ترمزهای چرخ بهتر، و امکانات تسلیحاتی بهتر.
- توکانو تی. ۱
گونه استاندارد و مورد استفاده در نیروی هوایی سلطنتی RAF.
- توکانو ام‌کی. ۵۱
گونه صادراتی برای نیروی هوایی کنیا.
- توکانو ام‌کی. ۵۲
گونه صادراتی برای نیروی هوایی کویت.

### ئی‌ام‌بی۳۱۲جی۱
نمونه اولیه تولید شده در سال ۱۹۸۶ با موتور گرت.

### ئی‌ام‌بی۳۱۲اچ
نمونه اولیه توسعه یافته توسط نورث روپ/امبرائر برای رقابت برای انتخاب هواپیمای آموزشی پیشرفته برای نیروی هوایی ایالات متحده آمریکا (JPATS)، این نمونه نهایتاً به تولید هواپیمای ٰئی‌ام‌بی ۳۱۴ سوپر توکانو برای نیروی هوایی برزیل منجر شد.

## کاربران
آرژانتین

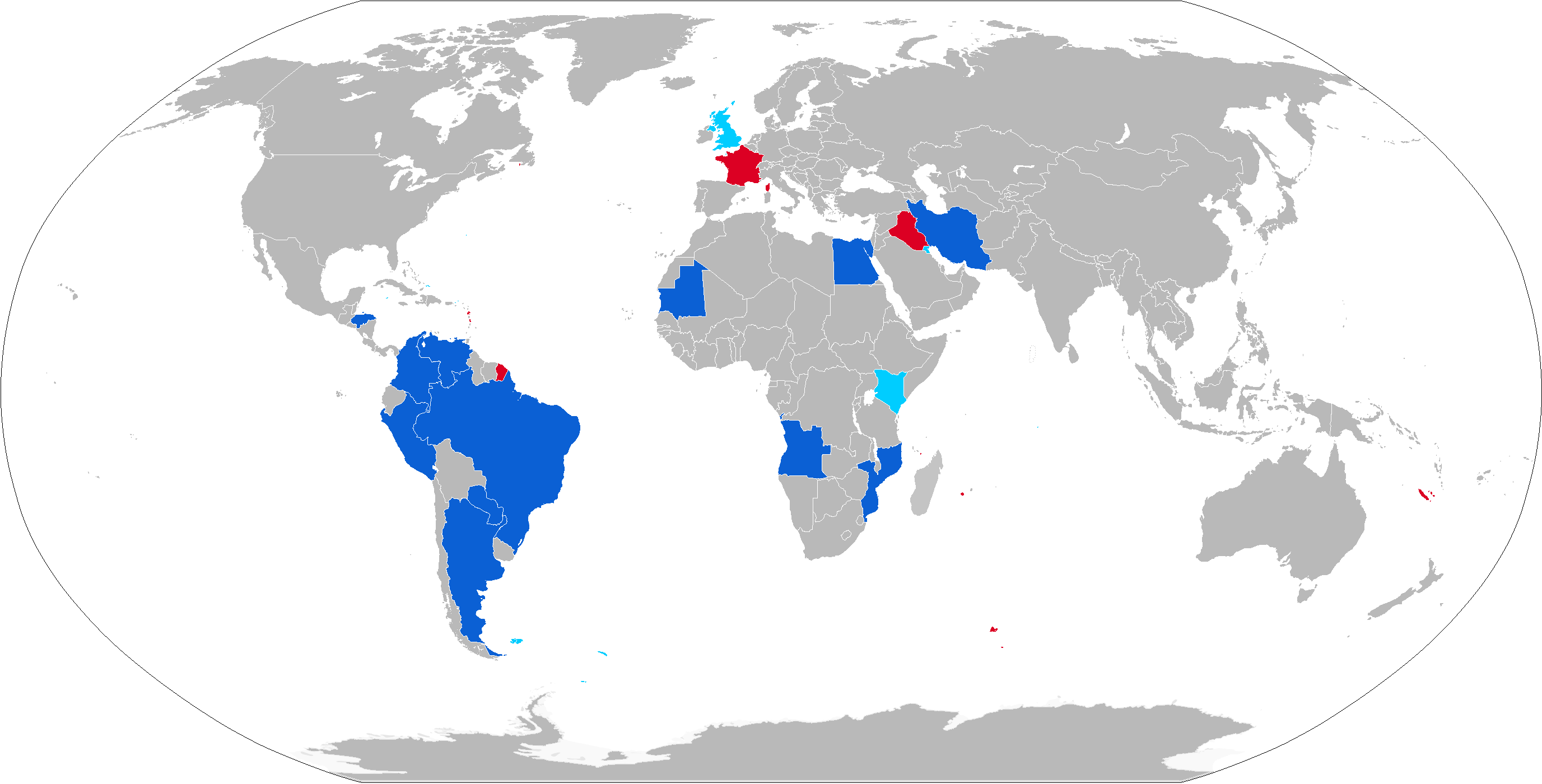
کاربران ئی‌ام‌بی۳۱۲ به رنگ آبی، کاربران شورت توکانو به رنگ آبی روشن، کاربران سابق به رنگ قرمز، بروی نقشه مشخص شده‌اند

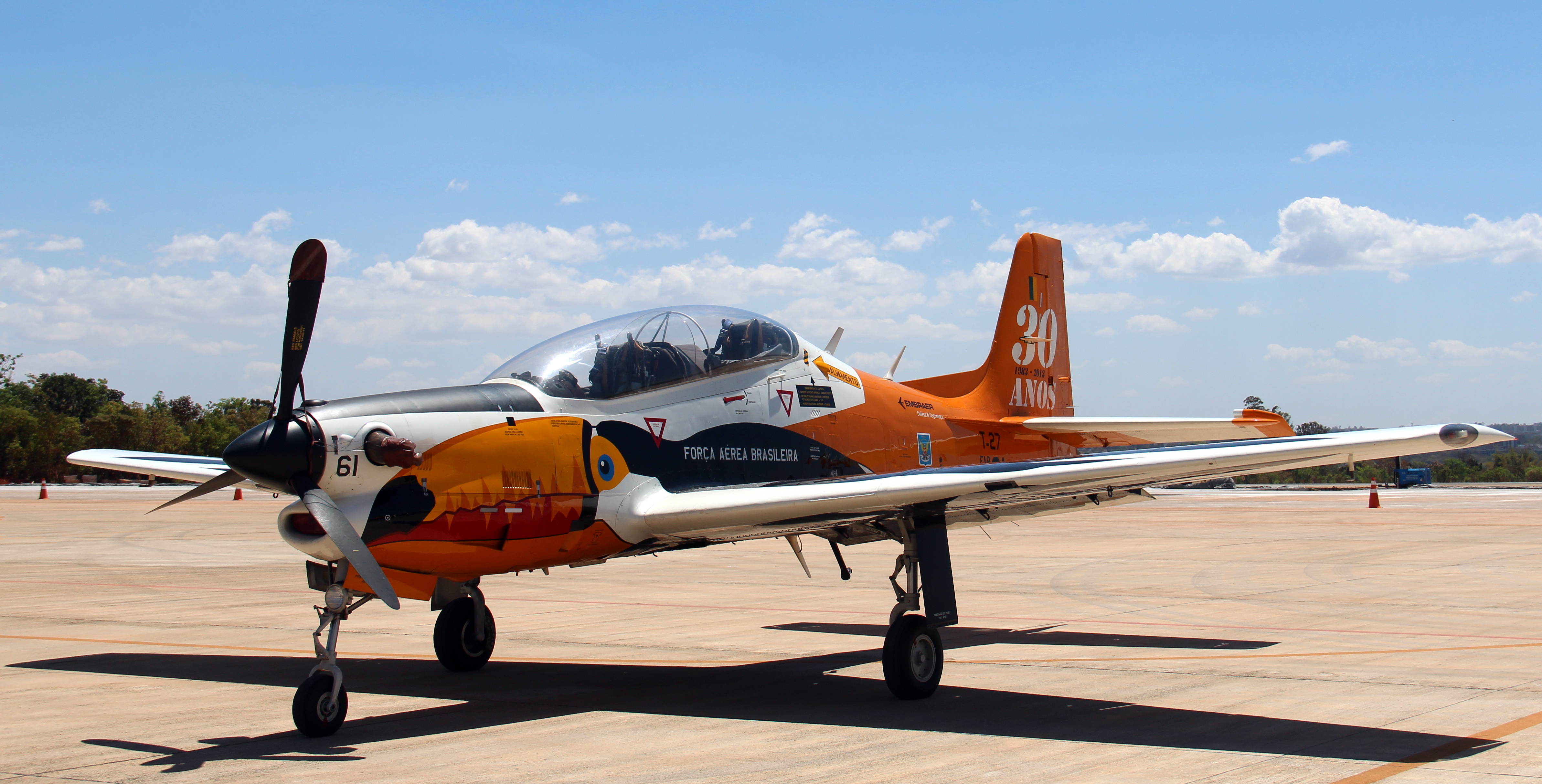
توکانوی متعلق به دانشکده نیروی هوایی برزیل، با رنگ آمیزی ویژه برای تجلیل از ۳۰ ام سال خدمت آن در نیروی هوایی برزیل.

- نیروی هوایی آرژانتین – ۱۴ فروند ئی‌ام‌بی ۳۱۲[۱۱۰]
  - مدرسه هوانوردی نظامی (به اسپانیایی: Escuela de Aviación Militar (EAM)) در کوردوبا.

 آنگولا
- نیروی هوایی ملی آنگولا – ۱۳ فروند ئی‌ام‌بی ۳۱۲[۱۱۰]

 ایران
- نیروی هوافضای سپاه پاسداران انقلاب اسلامی – ۱۵ فروند ئی‌ام‌بی ۳۱۲[۱۱۰]

 برزیل
- نیروی هوایی برزیل – ۱۰۲ فروند ئی‌ام‌بی ۳۱۲[۱۱۰]
  - گُردان هوایی دود (به پرتغالی: Esquadrilha da Fumaça)ویژه نمایش هوایی FAB
  - دانشکده نیروی هوایی (به پرتغالی: Academia da Força Aérea (AFA))
  - گُردان هوایی یکم از گروه چهاردهم هوایی گُردان هوایی «پامپا» (به پرتغالی: Esquadrão "Pampa") در کانوس
  - گُردان هوایی دوم از گروه چهاردهم هوایی در کانوس
  - گُردان هوایی یکم از گروه یکم هوایی گُردان هوایی «جامبوک» (به پرتغالی: Esquadrão "Jambock") در سانتا کروز
  - گُردان هوایی دوم از گروه یکم هوایی گُردان هوایی «پیف-فات» (به پرتغالی: Esquadrão "Pif-Faf" ) در سانتا کروز
  - گُردان هوایی سوم از گروه سوم هوایی گُردان هوایی «پیکان» (به پرتغالی: Esquadrão "Flecha"" ) در کامپوگرانده
  - منطقه هفتم فرماندهی هوایی در بوآ ویستا
  - منطقه هفتم فرماندهی هوایی در پورتو ولهو
  - منطقه پنجم فرماندهی هوایی در ناتال

 پاراگوئه
- نیروی هوایی پاراگوئه – ۶ فروند ئی‌ام‌بی ۳۱۲.[۱۱۰]
  - گُردان هوایی سوم جنگنده "موروس" (به اسپانیایی: 3 Escuadrón de Roconocimento y Ataque "Moros")
    - دسته پروازی گاما (به اسپانیایی: Escuadrilla Gama)
    - دسته پروازی اُومگا (به اسپانیایی: Escuadrilla Omega)

 پرو
- نیروی هوایی پرو – ۱۷ فروند ئی‌ام‌بی ۳۱۲.[۱۱۰]
  - گُردان هوایی آموزشی ۵۱۲ (به اسپانیایی: Escuadrón Aereo de Instrución 512)
  - گُردان هوایی آموزشی ۵۱۴ (به اسپانیایی: Escuadrón Aereo de Instrución 514)

 جمهوری آفریقای مرکزی
- نیروی هوایی جمهوری آفریقای مرکزی – ۲ فروند ئی‌ام‌بی ۳۱۲[۱۱۰]

 کلمبیا
- نیروی هوایی کلمبیا – ۱۴ فروند ئی‌ام‌بی ۳۱۲[۱۱۰]
  - گُردان هوایی رزمی ۲۱۲ (به اسپانیایی: Escuadrón de Combate 212) مستفر در پایگاه هوایی آپیای (به اسپانیایی: Base Aérea de Apiay)

 کنیا
- نیروی هوایی کنیا – ۱۲ فروند شورت توکانو ۱۵۱ (به شورت توکانو مراجعه شود).[۱۱۰]

 کویت
- نیروی هوایی کویت – ۱۲ فروند شورت توکانو ۱۵۲ (به شورت توکانو مراجعه شود).[۱۱۰]

 مصر
- نیروی هوایی مصر – ۵۴ فروند ئی‌ام‌بی ۳۱۲[۱۱۰]
  - بال هوایی تاکتیتی ۱۰۲ اسماعیلیه/غَردَقه
    - گُردان هوایی ششم مستقر در ٰبـِلبَیس (با پهپاد جایگزین شد)
    - گردان هوایی ۲۵ ام مستقر درٰ أنشاص و اسماعیلیه
    - ٰگردان هوایی ۳۵ ام مستقر درٰ غَردَقه

 موزامبیک
- نیروی هوایی موزامبیک – ۳ فروند ئی‌ام‌بی ۳۱۲ اهدا شده توسط برزیل[۱۱۱][۱۱۲]

 موریتانی
- نیروی هوایی موریتانی – ۵ فروند ئی‌ام‌بی ۳۱۲[۹۰][۱۱۰]
  - مدرسه مشترک نظامی (به فرانسوی: Ecole Militaire Inter Armes (EMIA)) در اطار

 ونزوئلا
- نیروی هوایی ونزوئلا – ۱۹ فروند ئی‌ام‌بی ۳۱۲[۱۱۰]
  - گُردان هوایی ۱۳۱
  - گردان هوایی ۱۴۱
  - گردان هوایی ۱۴۲
  - گردان هوایی ۱۵۲

 هندوراس
- نیروی هوایی هُندوراس –۸ فروند ئی‌ام‌بی ۳۱۲ (۲ فروند در حال خدمت، ۶ فروند ذخیره).[۱۱۰]
  - مدرسه هوانوردی نظامی (به اسپانیایی: Escuela de Aviacion Militar (EAM))

### کاربران پیشین
فرانسه
- نیروی هوایی فرانسه: ۵۰ فروند ئی‌ام‌بی ۳۱۲اف از سال ۱۹۹۵ الی ۲۰۰۹ در اختیار داشت، ۲۰ فروند در سال ۲۰۰۷.
  - مدرسه آموزش پرواز در پایگاه هوایی سلون دو پروانس
- مرکز آزمایش پرواز (به فرانسوی: Centre d'essais en vol)
- مرکز مطالعات و تسلیحات مولوز (به فرانسوی: Centre d'Études et d'Armement de Mulhouse)

 عراق
- نیروی هوایی عراق: ۸۰ فروند ئی‌ام‌بی ۳۱۲ را در طی سالهای ۱۹۸۵ الی ۱۹۸۸ در اختیار گرفت.

 بریتانیا
- نیروی هوایی سلطنتی – ۱۳۰ فروند شورت توکانو تی۱ (به شورت توکانو مراجعه شود).[۱۱۰]

## هواپیماهای به نمایش گذاشته شده

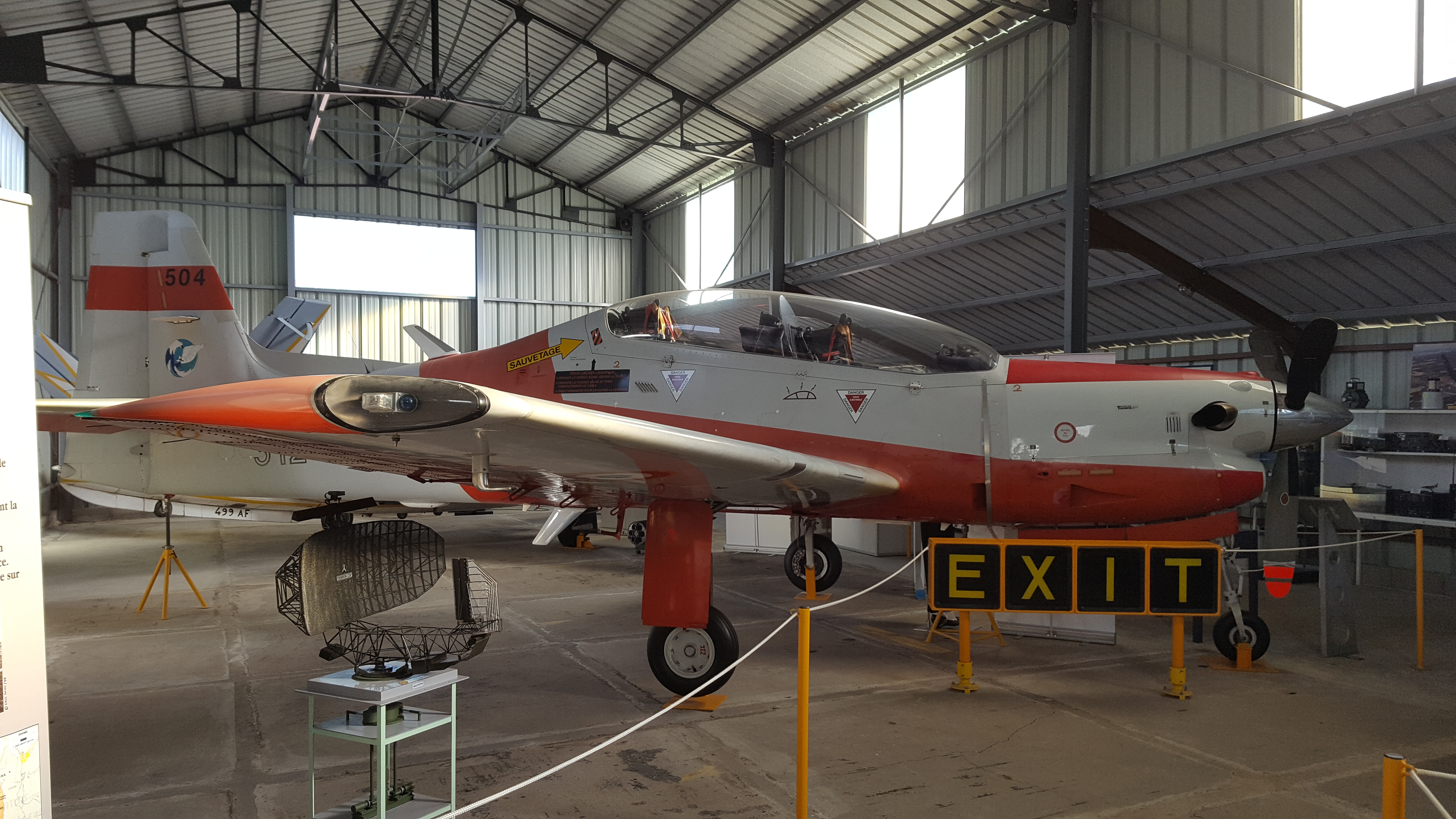
امبرائر ئی‌ام‌بی ۳۱۲ اف نیروی هوایی فرانسه، با کد شناسایی ۳۱۲۴۹۹ در موزه هوانوردی جنک در انکون

- یک فروند امبرائر ئی‌ام‌بی ۳۱۲ اف با کدشناسایی۳۱۲۴۹۶،[۱۱۳] از ناوگان سابق نیروی هوایی فرانسه از سال ۲۰۱۴ در موزه هوا و فضا (به فرانسوی: Musée de l'air et de l'espace) به نمایش گذاشته شده است.[۱۱۴]
- یک فروند امبرائر ئی‌ام‌بی ۳۱۲ اف با کدشناسایی ۳۱۲۴۹۹ در موزه هوانوردی جنک درانکون قرار دارد.
- یک فروند امبرائر/شورت ئی‌ام‌بی ۳۱۲ اس با کدشناسایی ۳۱۲۰۰۷ جی-بی‌تی‌یوسی (کد شناسایی سابق PP-ZTC در نمایش در موزه آلستر آویشن در ایرلند شمالی

## مشخصات (ئی‌ام‌بی ۳۱۲ استاندارد)
داده‌ها از Air International, Vol. 26, Issue 6, and armament data from Air International, Vol. 24, Issue 1.
ویژگی‌های عمومی
- خدمه: ۲
- طول: ۹٫۸۶ متر (۳۲ فوت ۴ اینچ)
- پهنای بال: ۱۱٫۱۴ متر (۳۶ فوت ۷ اینچ)
- ارتفاع: ۳٫۴ متر (۱۱ فوت ۲ اینچ)
- مساحت بال‌ها: ۱۹٫۴ متر مربع (۲۰۹ فوت مربع)
- ایرفویل: root: NACA 63A415; tip: NACA 63A212[۱۱۷]
- وزن خالی: ۱٬۸۱۰ کیلوگرم (۳٬۹۹۰ پوند)
- بیشترین وزن برخاست: ۳٬۱۷۵ کیلوگرم (۷٬۰۰۰ پوند)
- ظرفیت سوخت: ۶۹۴ لیتر (۱۸۳ گالون آمریکایی؛ ۱۵۳ گالون بریتانیایی)[۴۰]
- پیشرانه: ۱ عدد موتورتوربوپراپ پرت اند ویتنی کانادا پی‌تی۶ای-۲۵سی، ۵۵۲ کیلووات (۷۴۰ اسب بخار)  [۱۱۸]
- ملخ‌ها: چهارملخه با سرعت ثابت

عملکرد
- حداکثر سرعت: ۴۵۸ کیلومتر بر ساعت (۲۸۵ مایل بر ساعت، ۲۴۷ گره) at ۴٬۱۱۵ متر (۱۳٬۵۰۱ فوت)
- سرعت کروز: ۴۴۱ کیلومتر بر ساعت (۲۷۴ مایل بر ساعت، ۲۳۸ گره)
- سرعت واماندگی: ۱۲۴ کیلومتر بر ساعت (۷۷ مایل بر ساعت، ۶۷ گره)
- بیشینه سرعت مجاز: ۵۳۹ کیلومتر بر ساعت (۳۳۵ مایل بر ساعت، ۲۹۱ گره)
- بُرد: ۱٬۹۱۶ کیلومتر (۱٬۱۹۱ مایل، ۱٬۰۳۵ مایل دریایی)
- حداکثر ارتفاع: ۸٬۷۵۰ متر (۲۸٬۷۱۰ فوت)
- حد شتاب جی: +۶ /-۳
- بارگیری بال: ۱۶۴ کیلوگرم بر متر مربع (۳۴ پوند بر فوت مربع)

تسلیحات

- اسلحه‌ها: 

  - علاف حامل تیربار:

    - تیربار ای ان/ام-بی
    - تیربار سنگین ۱۲٫۷ میلی‌متری

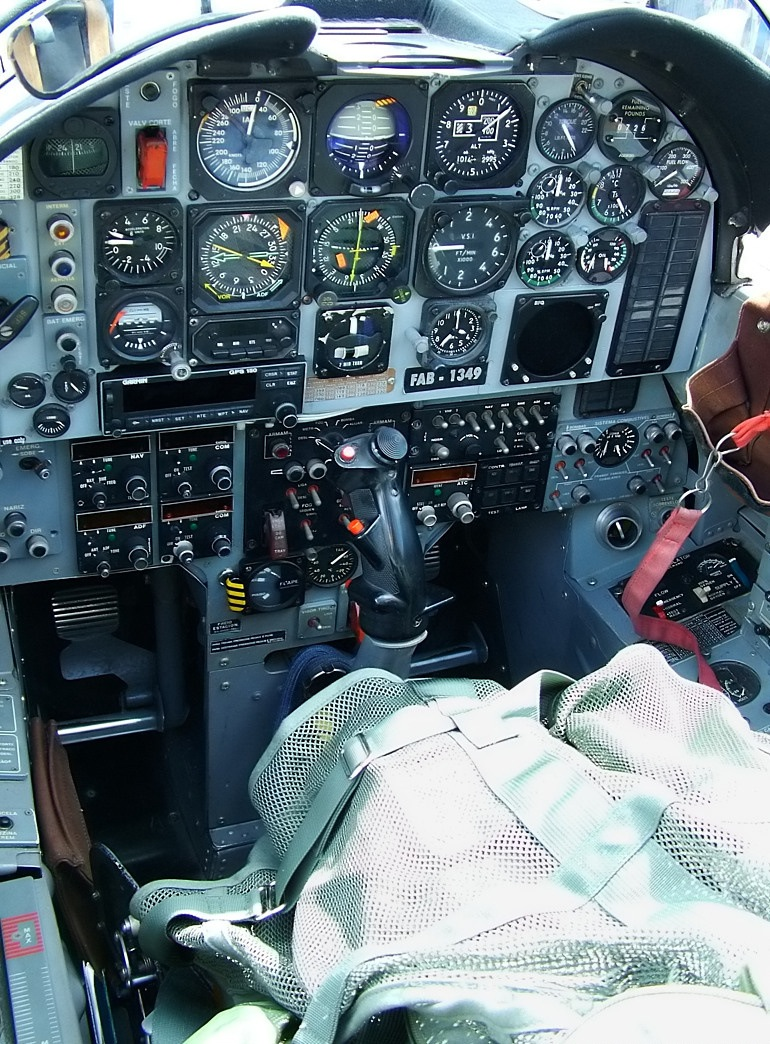
اتاقک خلبان یک ئی‌ام‌بی-۳۱۲ نیروی هوایی برزیل

    - تیربار ۷٫۶۲ میلی‌متری با ۵۰۰ گلوله

  - علاف حامل راکت و تیربار:
    - آر ام پی-ال سی حامل یک تیربار سنگین ۱۲٫۷ میلی‌متری ام ۳ برونینگ و چهار راکت ۷۰ میلی‌متری[۱۱۹]
- آویزگاه‌های حمل سلاح: چهارعدد زیربالها با ظرفیت ۱٬۰۰۰ کیلوگرم (۲٬۰۰۰ پوند)
- راکت‌ها: 

  - راکت ۱۲۷ میلی‌متری سرعت بالا برای حملات هوا به زمین
  - غلاف‌های حامل راکت:
    - ۷ عدد راکت ۳۷ میلی‌متری اس.بی. اِی. تی
    - ۷ عدد راکت ۷۰ میلی‌متری اس.بی. اِی. تی
- بمب‌ها: 

  - بمب چندمنظوره:
    - ام‌کی۸۱
    - ام‌کی۸۲[۱۰]

  - بمب مشقی:
    - ام کی ۷۶ (۲۰ پوندی)
- سایر تجهیرات:
  - مخزن فرابَری: ۲ عدد ۶۶۰ لیتر (۱۷۰ گالون آمریکایی)[۱۰] یا ۳۳۰ لیتر (۸۷ گالون آمریکایی)[۱۲۰]